# Saison 2014 de l'équipe cycliste Topsport Vlaanderen-Baloise

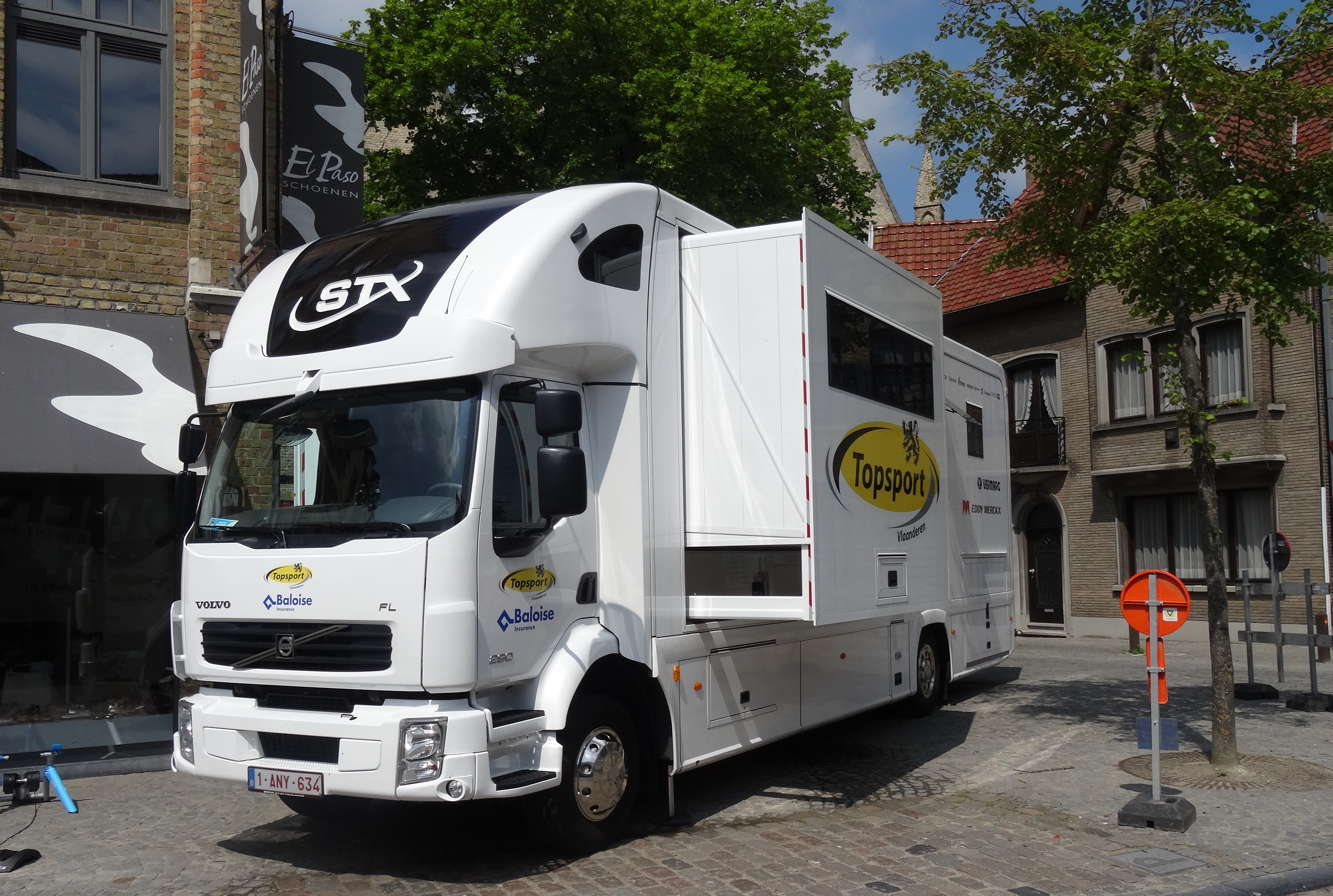
Le camion de l'équipe lors de la 3e étape du Tour de Belgique 2014.

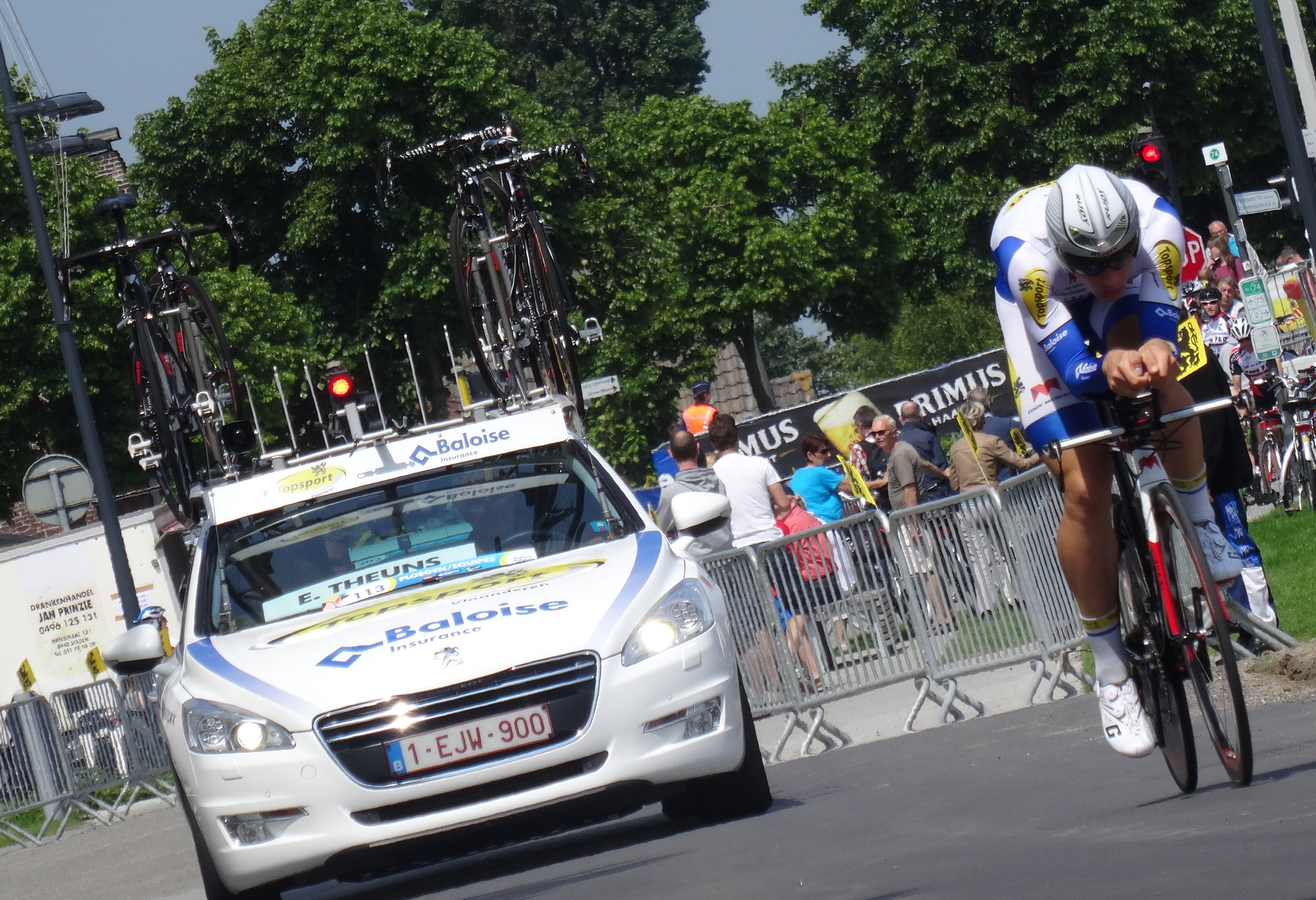
Edward Theuns lors du contre-la-montre de la 3e étape du Tour de Belgique 2014 à Dixmude.

La saison 2014 de l'équipe cycliste Topsport Vlaanderen-Baloise est la vingt-et-unième de cette équipe.

## Préparation de la saison 2014

### Arrivées et départs
L'année 2014 est marquée par l'arrivée de Victor Campenaerts, Moreno De Pauw, Jonas Rickaert, Stijn Steels, Edward Theuns et Otto Vergaerde, et par les départs de Sander Armée (Lotto-Belisol), Dominique Cornu (Sunweb-Napoleon Games), Laurens De Vreese (Wanty-Groupe Gobert), Sven Vandousselaere (Vastgoedservice-Golden Palace Continental), Tim Mertens et Stijn Neirynck tous les deux à la retraite.
| Arrivées           | Équipe 2013          |
| ------------------ | -------------------- |
| Victor Campenaerts | Lotto-Belisol U23    |
| Moreno De Pauw     | Rock Werchter        |
| Jonas Rickaert     | Ovyta-Eijssen-Acrog  |
| Stijn Steels       | Crelan-Euphony       |
| Edward Theuns      | VL Technics-Abutriek |
| Otto Vergaerde     | Ovyta-Eijssen-Acrog  |

| Départs             | Équipe 2014                               |
| ------------------- | ----------------------------------------- |
| Sander Armée        | Lotto-Belisol                             |
| Dominique Cornu     | Sunweb-Napoleon Games                     |
| Laurens De Vreese   | Wanty-Groupe Gobert                       |
| Tim Mertens         | Retraite                                  |
| Stijn Neirynck      | Retraite                                  |
| Sven Vandousselaere | Vastgoedservice-Golden Palace Continental |

## Coureurs et encadrement technique

### Effectif

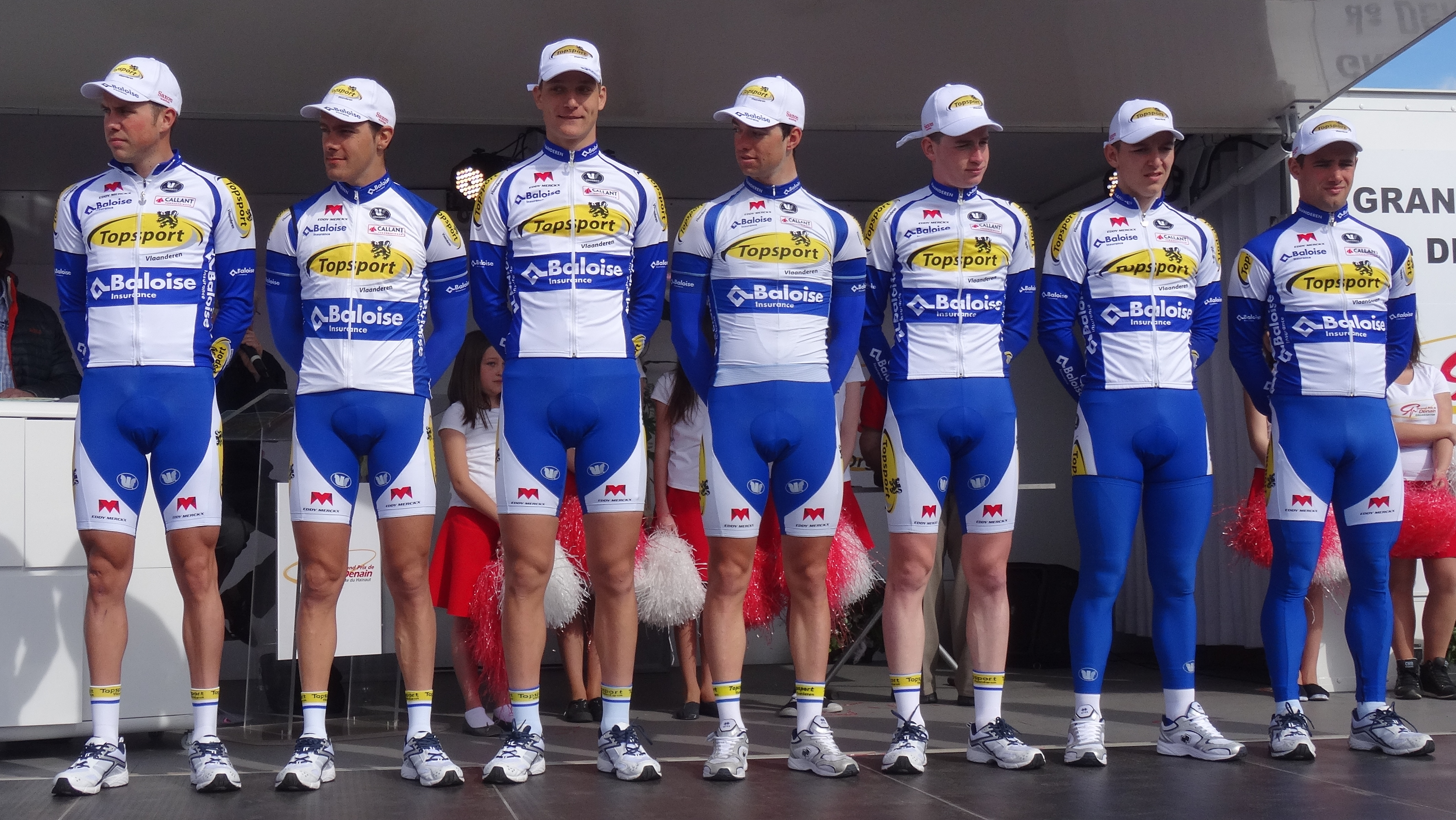
Moreno De Pauw, Kenny De Ketele, Jonas Rickaert, Tom Van Asbroeck, Otto Vergaerde, Jasper De Buyst et Victor Campenaerts lors du Grand Prix de Denain 2014.

Vingt-cinq coureurs constituent l'effectif 2014 de l'équipe, dix-neuf d'entre eux étaient déjà présents dans l'équipe en 2013.

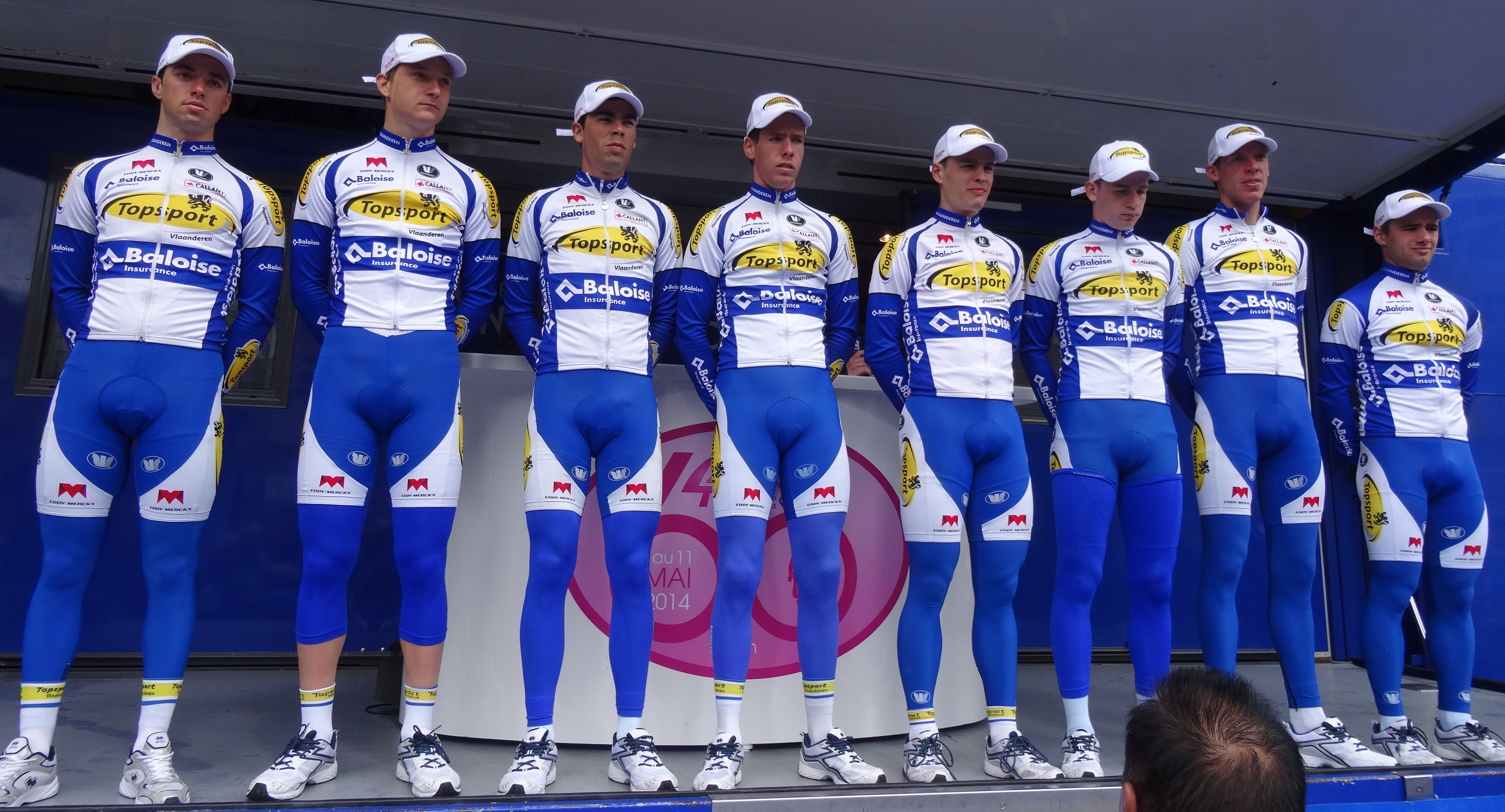
Tom Van Asbroeck, Jonas Rickaert, Pieter Jacobs, Kenneth Vanbilsen, Otto Vergaerde, Stijn Steels, Tim Declercq et Victor Campenaerts lors des Quatre Jours de Dunkerque 2014.

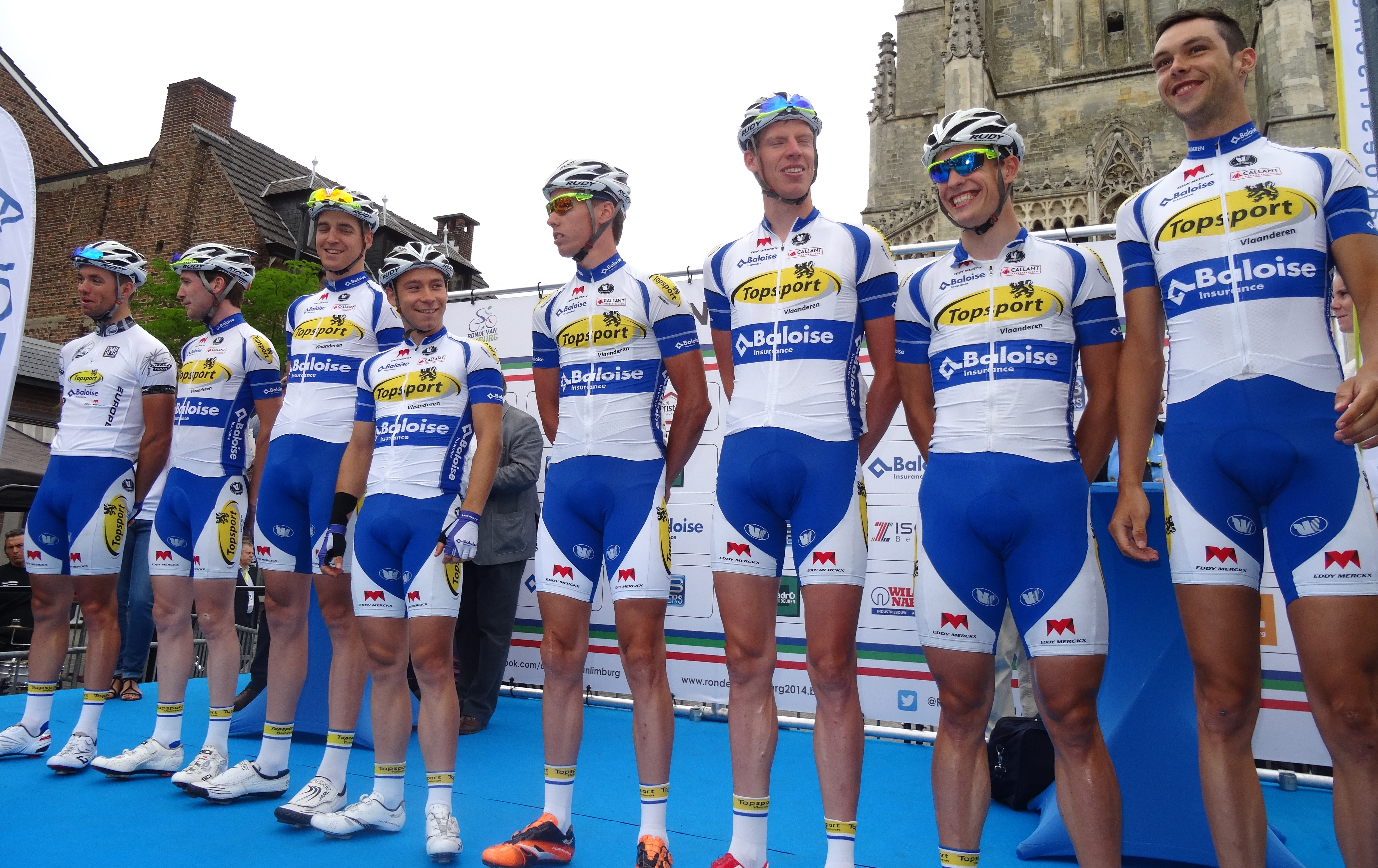
L'équipe lors du Tour du Limbourg 2014.

| Cycliste             | Date de naissance | Nationalité | Équipe 2013                 |
| -------------------- | ----------------- | ----------- | --------------------------- |
| Victor Campenaerts   | 28 octobre 1991   | Belgique    | Lotto-Belisol U23           |
| Jasper De Buyst      | 24 novembre 1993  | Belgique    | Topsport Vlaanderen-Baloise |
| Kevin De Jonghe      | 4 décembre 1991   | Belgique    | Topsport Vlaanderen-Baloise |
| Kenny De Ketele      | 5 juin 1985       | Belgique    | Topsport Vlaanderen-Baloise |
| Moreno De Pauw       | 12 août 1991      | Belgique    | Rock Werchter               |
| Tim Declercq         | 21 mars 1989      | Belgique    | Topsport Vlaanderen-Baloise |
| Sander Helven        | 30 mai 1990       | Belgique    | Topsport Vlaanderen-Baloise |
| Pieter Jacobs        | 6 juin 1986       | Belgique    | Topsport Vlaanderen-Baloise |
| Yves Lampaert        | 10 avril 1991     | Belgique    | Topsport Vlaanderen-Baloise |
| Eliot Lietaer        | 15 août 1990      | Belgique    | Topsport Vlaanderen-Baloise |
| Jonas Rickaert       | 7 février 1994    | Belgique    | Ovyta-Eijssen-Acrog         |
| Jarl Salomein        | 27 janvier 1989   | Belgique    | Topsport Vlaanderen-Baloise |
| Thomas Sprengers     | 5 février 1990    | Belgique    | Topsport Vlaanderen-Baloise |
| Stijn Steels         | 21 août 1989      | Belgique    | Crelan-Euphony              |
| Edward Theuns        | 30 avril 1991     | Belgique    | VL Technics-Abutriek        |
| Tom Van Asbroeck     | 19 avril 1990     | Belgique    | Topsport Vlaanderen-Baloise |
| Preben Van Hecke     | 9 juillet 1982    | Belgique    | Topsport Vlaanderen-Baloise |
| Gijs Van Hoecke      | 12 novembre 1991  | Belgique    | Topsport Vlaanderen-Baloise |
| Michael Van Staeyen  | 13 août 1988      | Belgique    | Topsport Vlaanderen-Baloise |
| Kenneth Vanbilsen    | 1er juin 1990     | Belgique    | Topsport Vlaanderen-Baloise |
| Arthur Vanoverberghe | 7 février 1990    | Belgique    | Topsport Vlaanderen-Baloise |
| Pieter Vanspeybrouck | 10 février 1987   | Belgique    | Topsport Vlaanderen-Baloise |
| Otto Vergaerde       | 15 juillet 1994   | Belgique    | Ovyta-Eijssen-Acrog         |
| Zico Waeytens        | 29 septembre 1991 | Belgique    | Topsport Vlaanderen-Baloise |
| Jelle Wallays        | 11 mai 1989       | Belgique    | Topsport Vlaanderen-Baloise |

Portraits
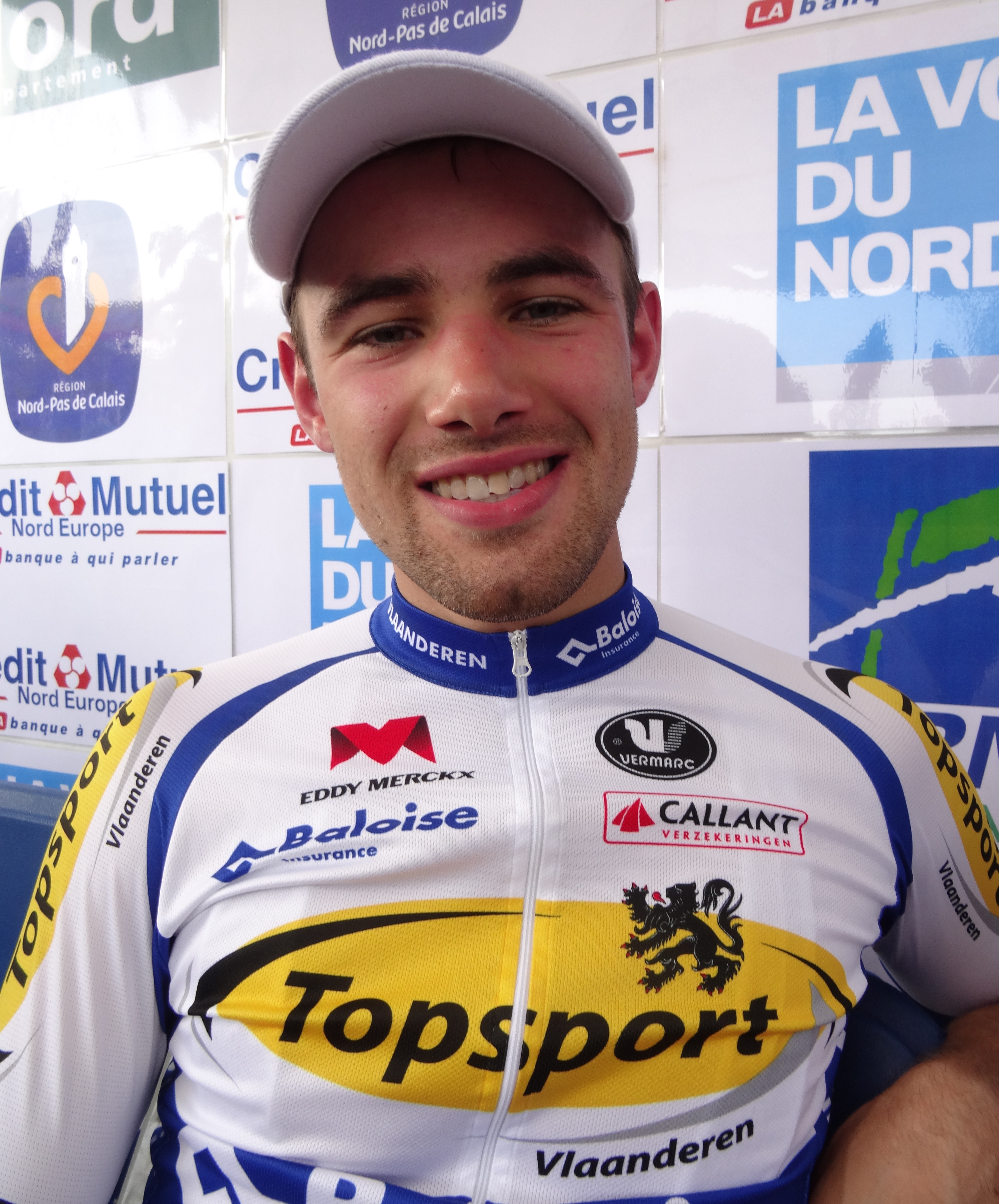
Victor Campenaerts.
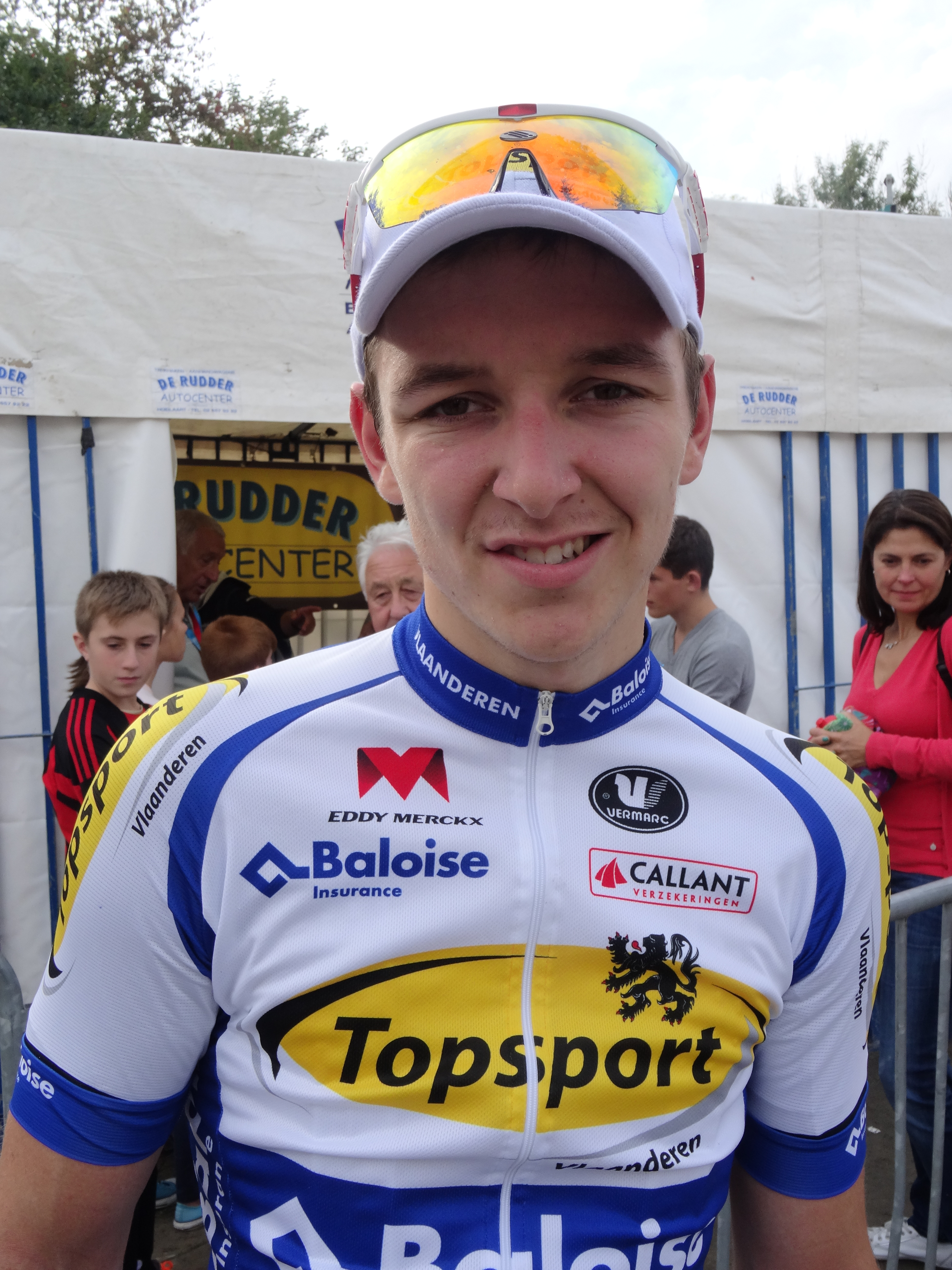
Jasper De Buyst.
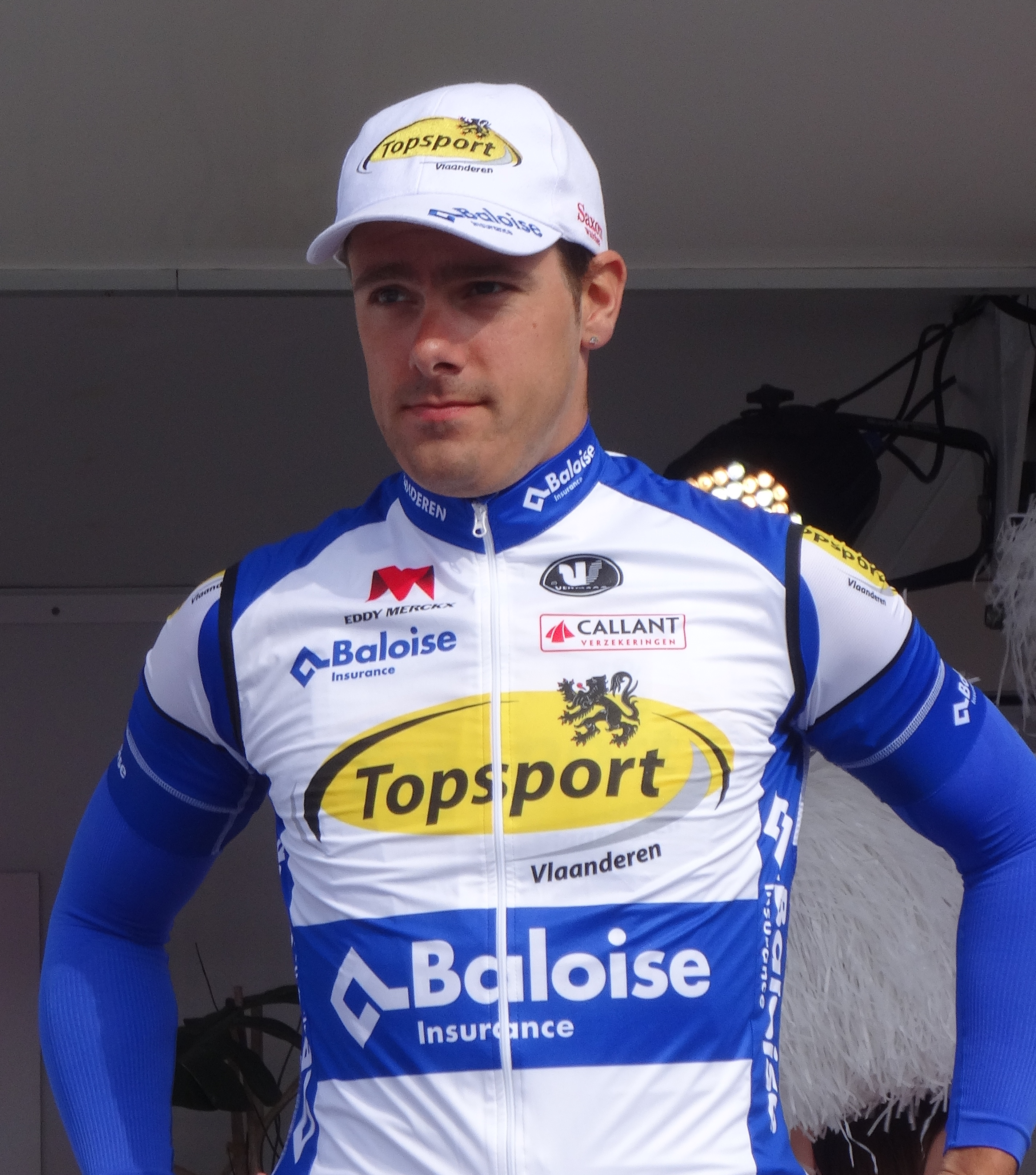
Kenny De Ketele.
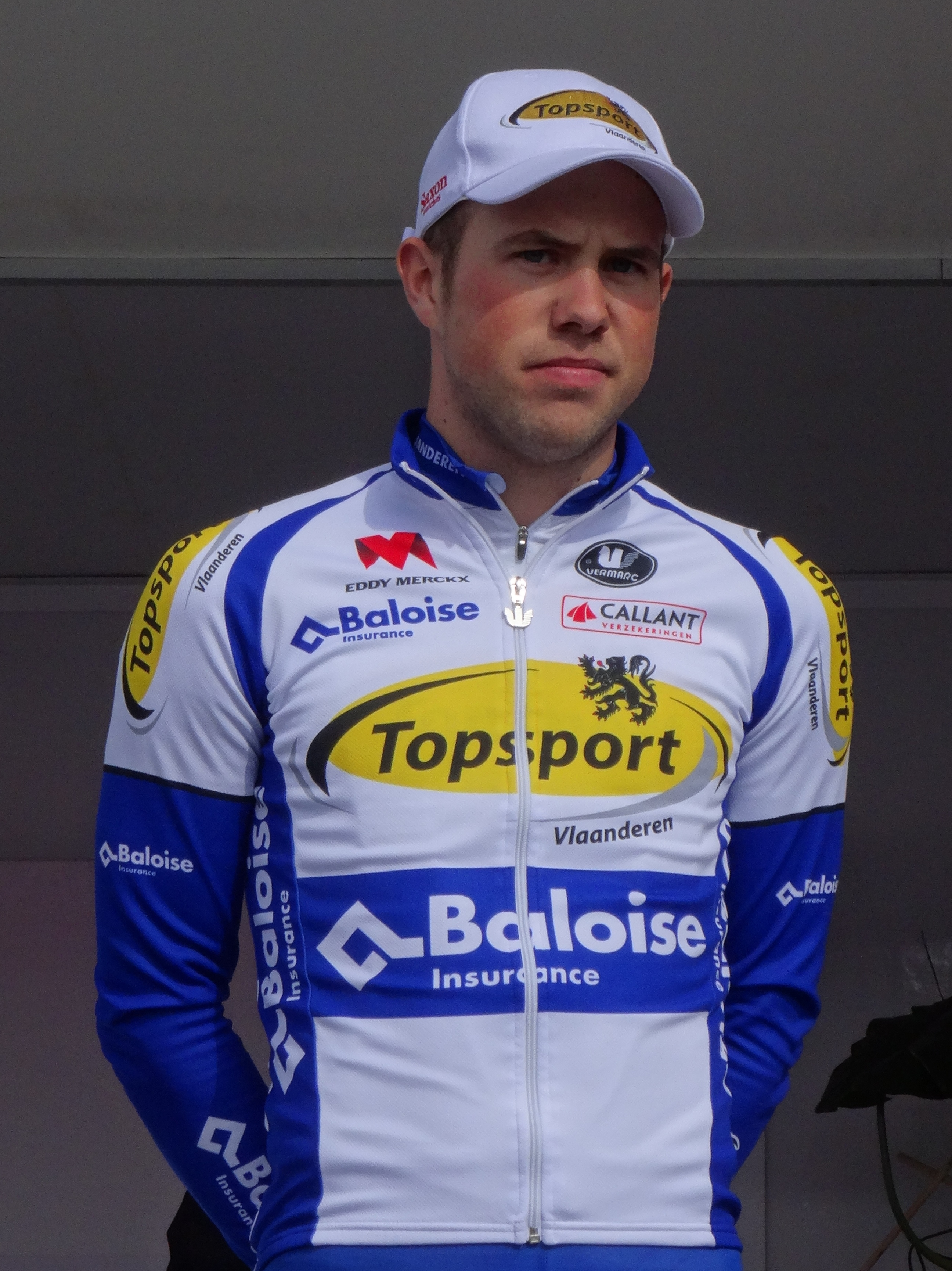
Moreno De Pauw.
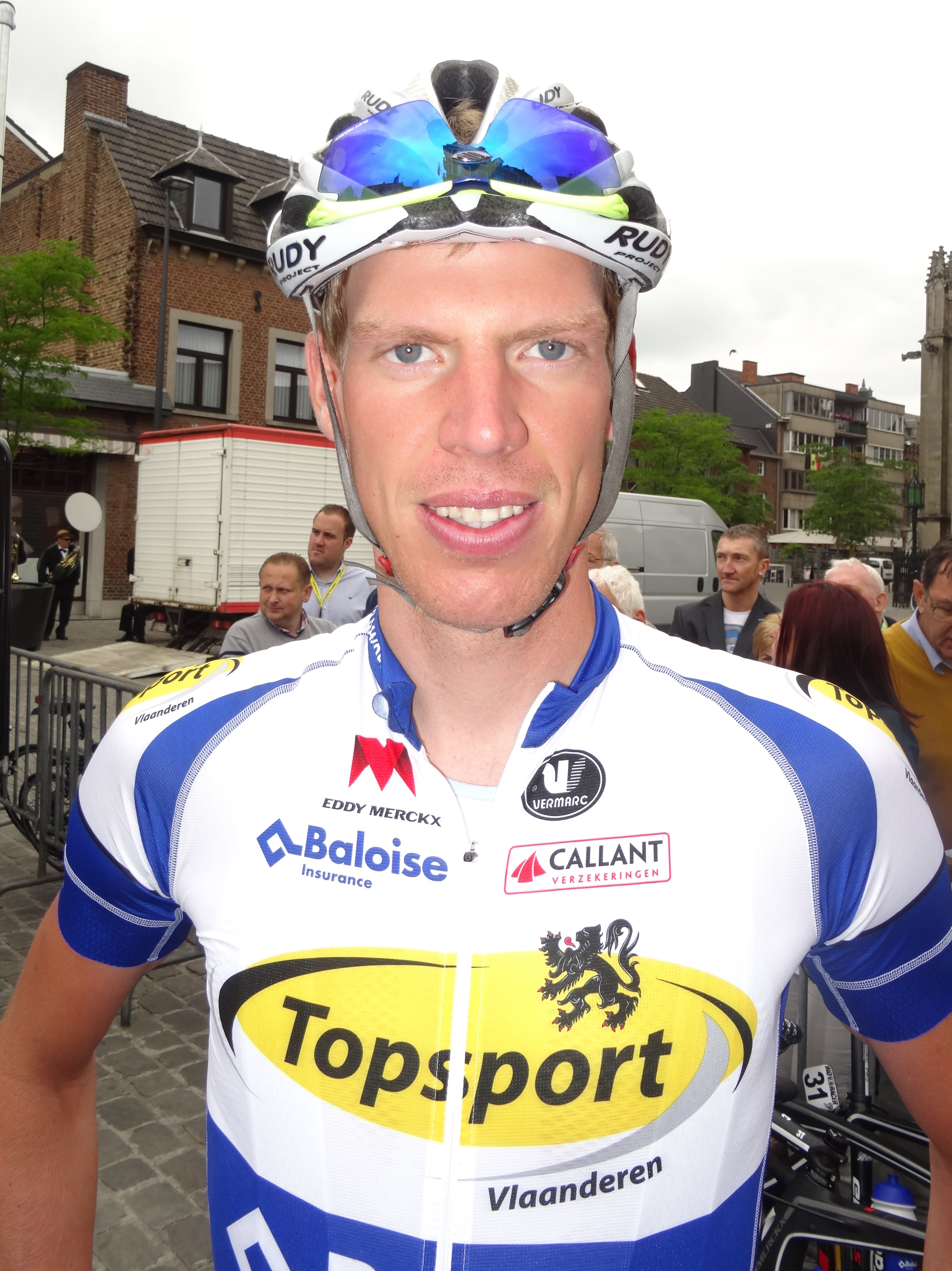
Tim Declercq.
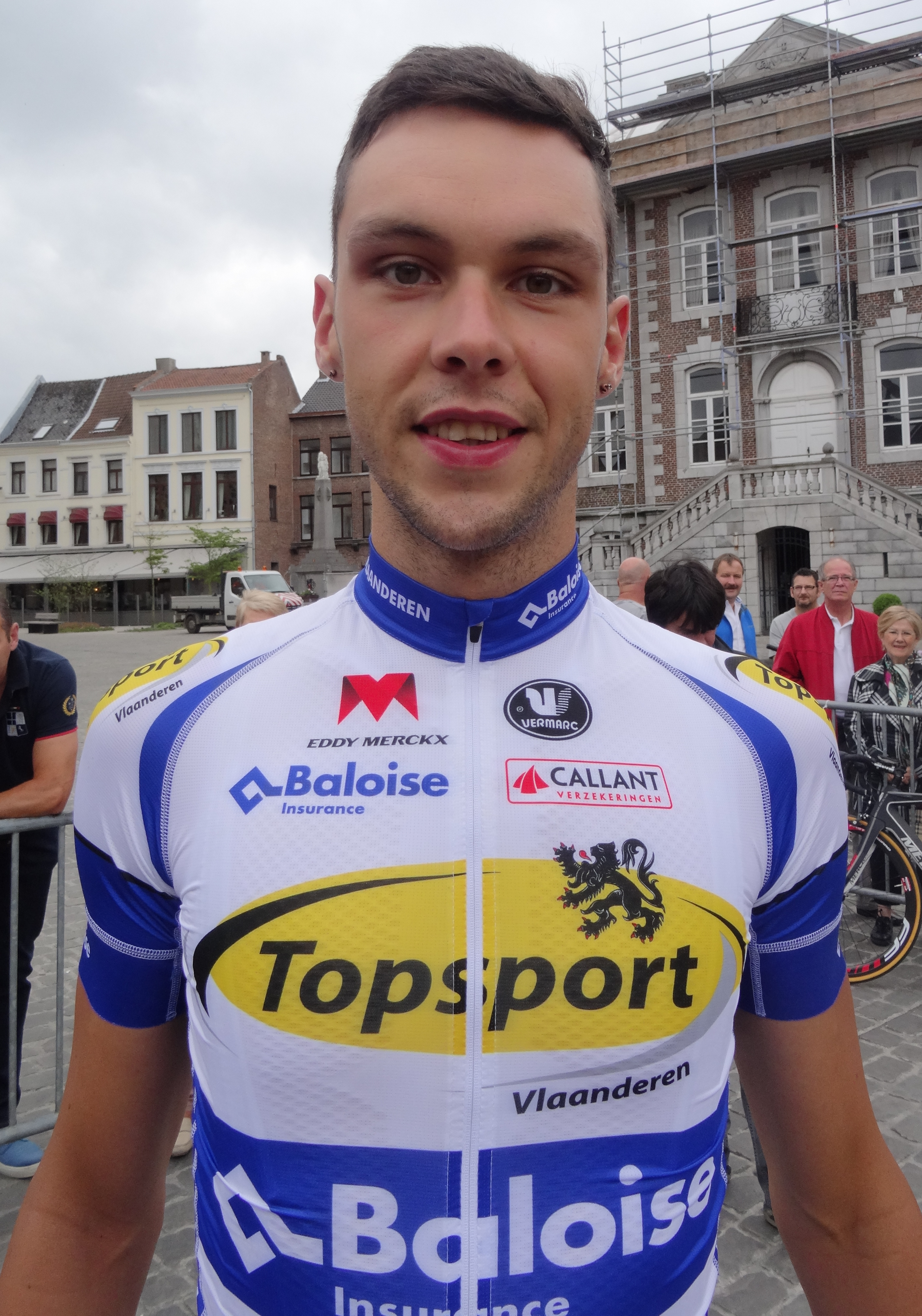
Sander Helven.
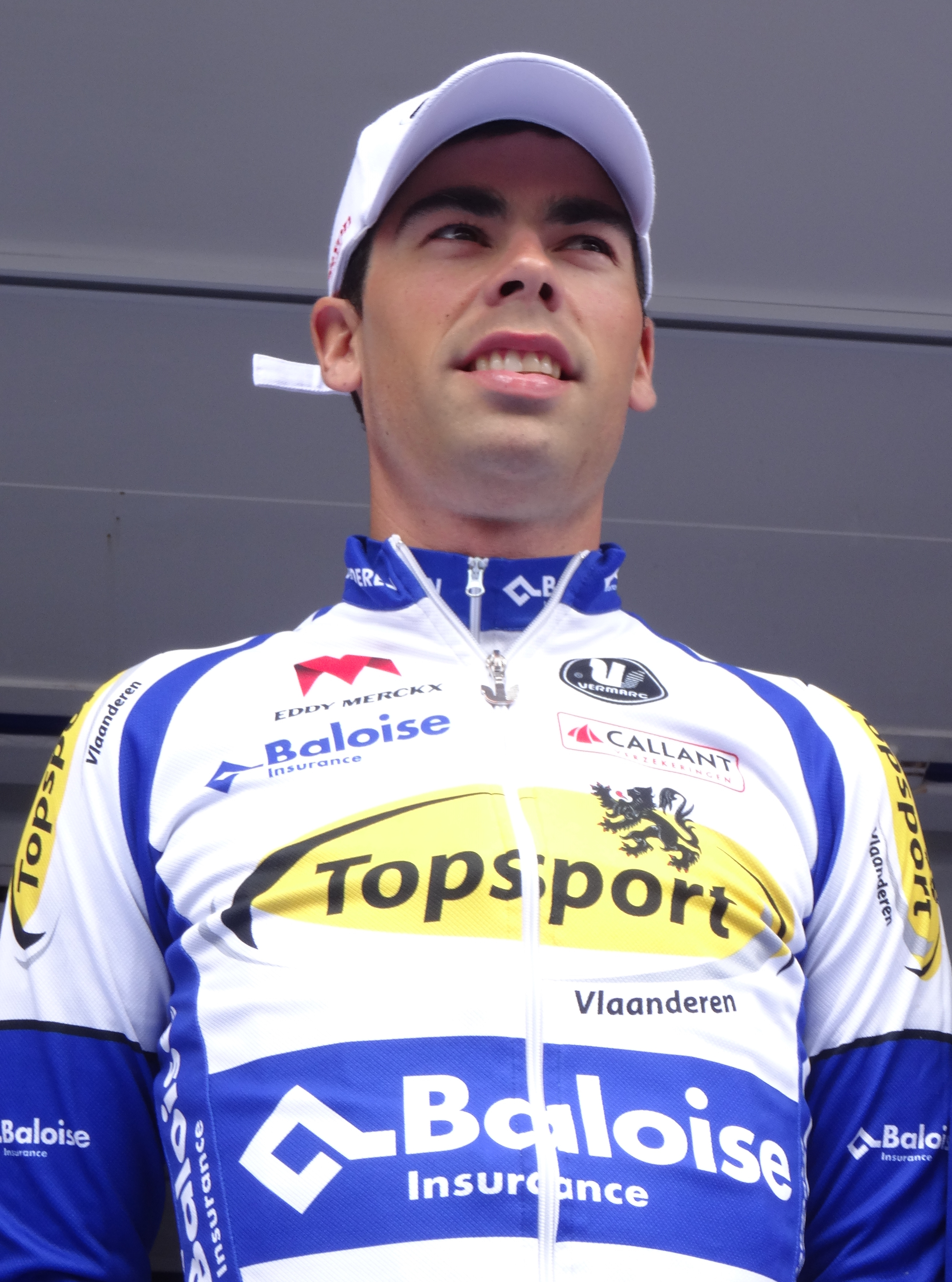
Pieter Jacobs.
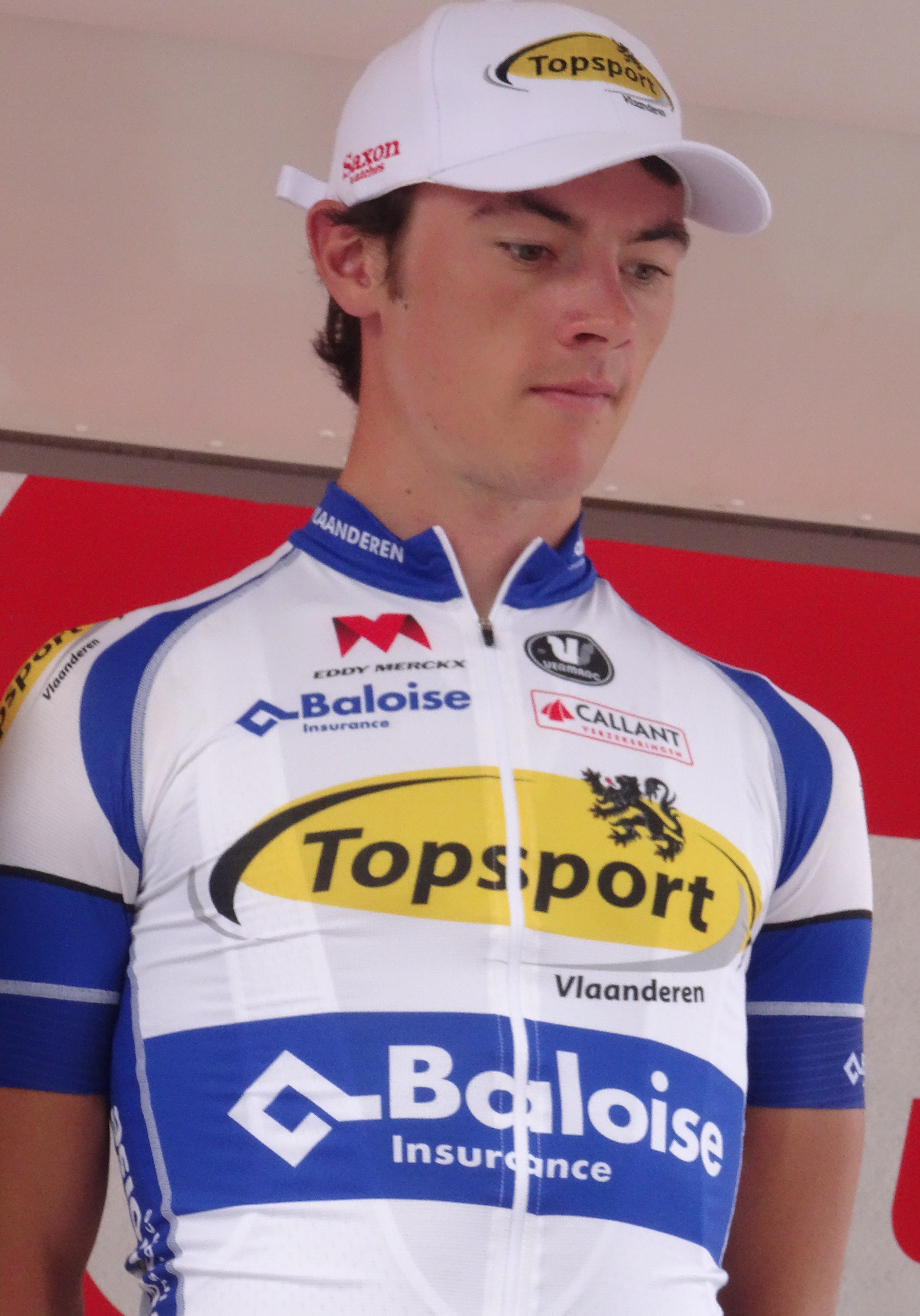
Yves Lampaert.
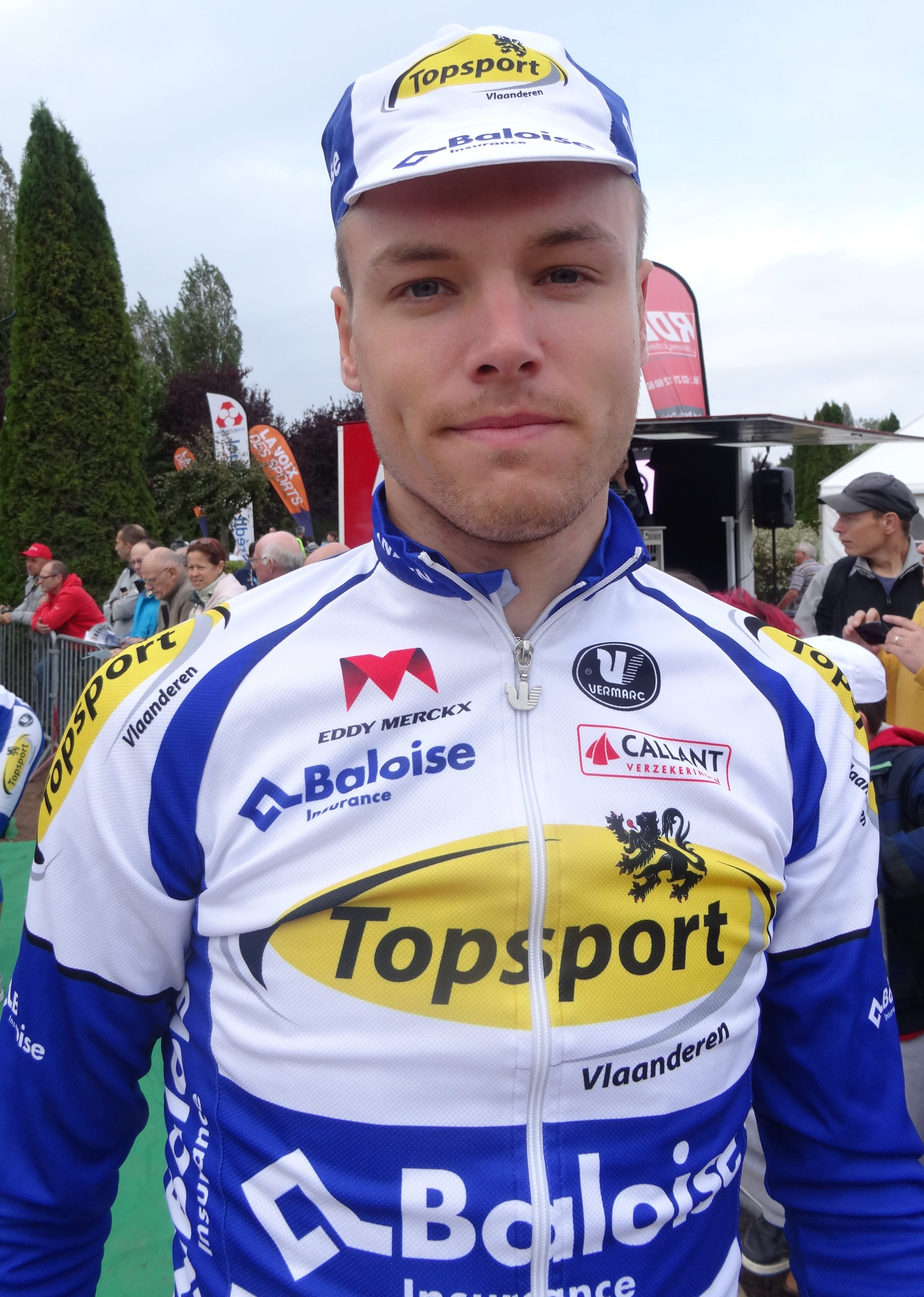
Eliot Lietaer.
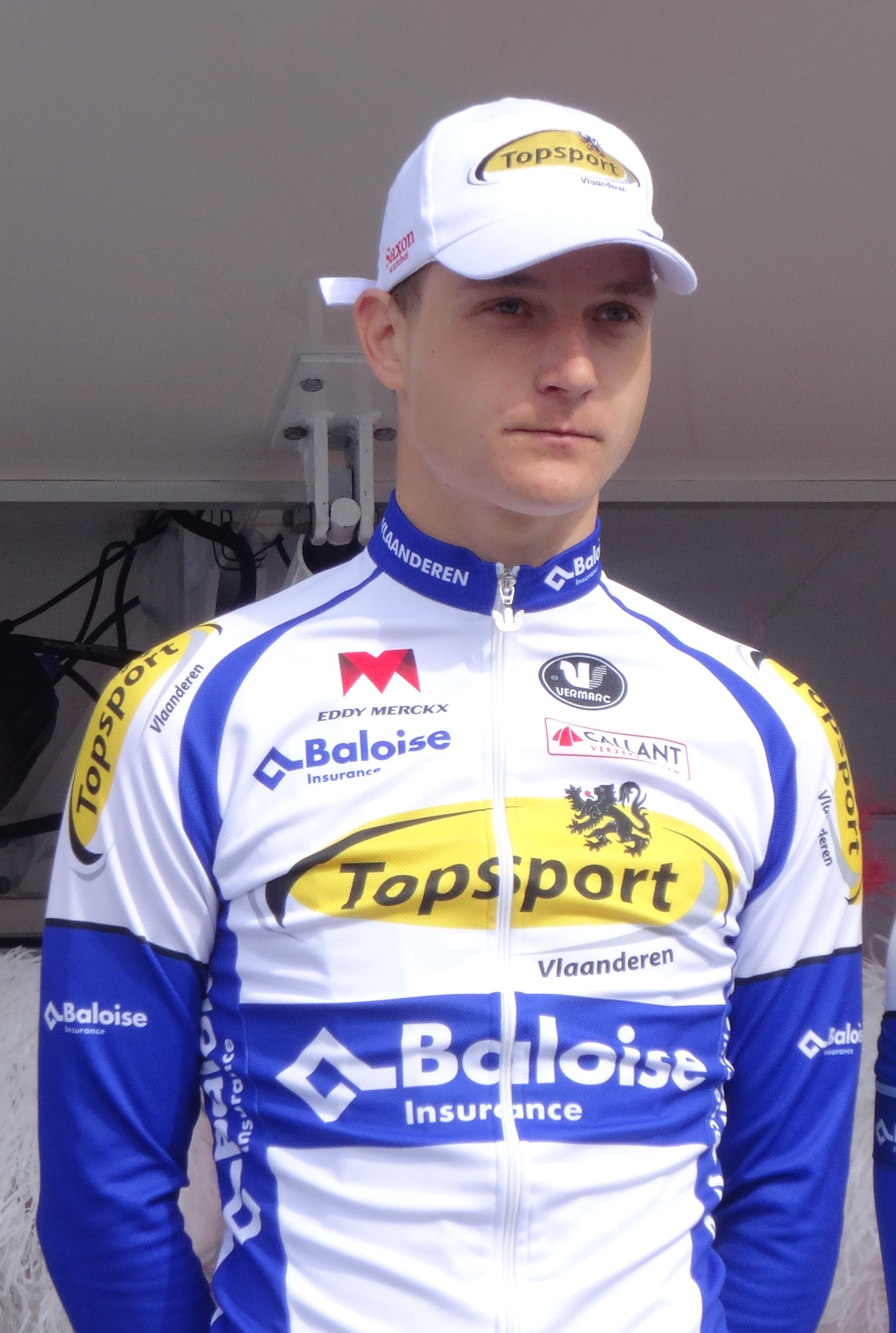
Jonas Rickaert.
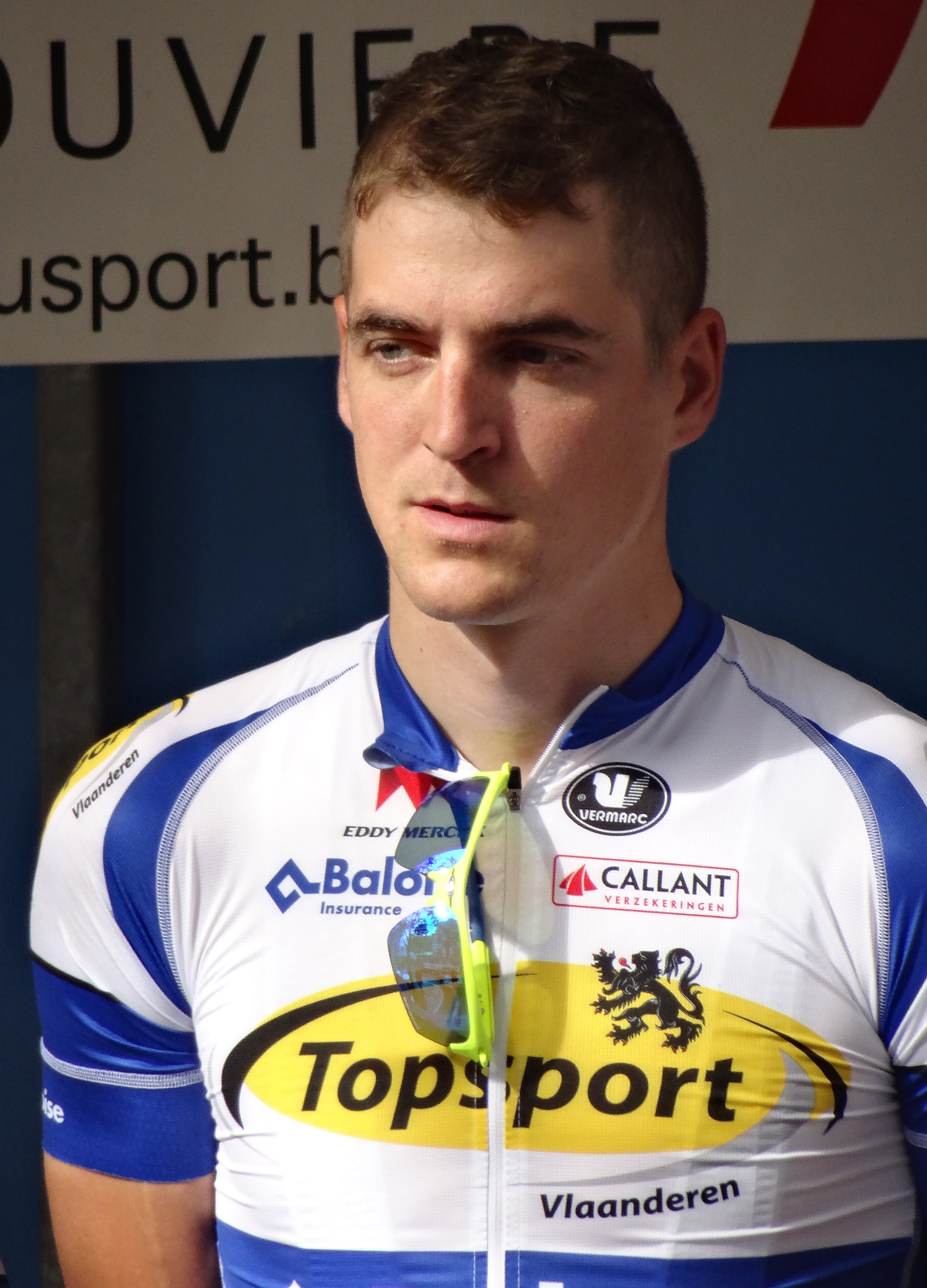
Jarl Salomein.
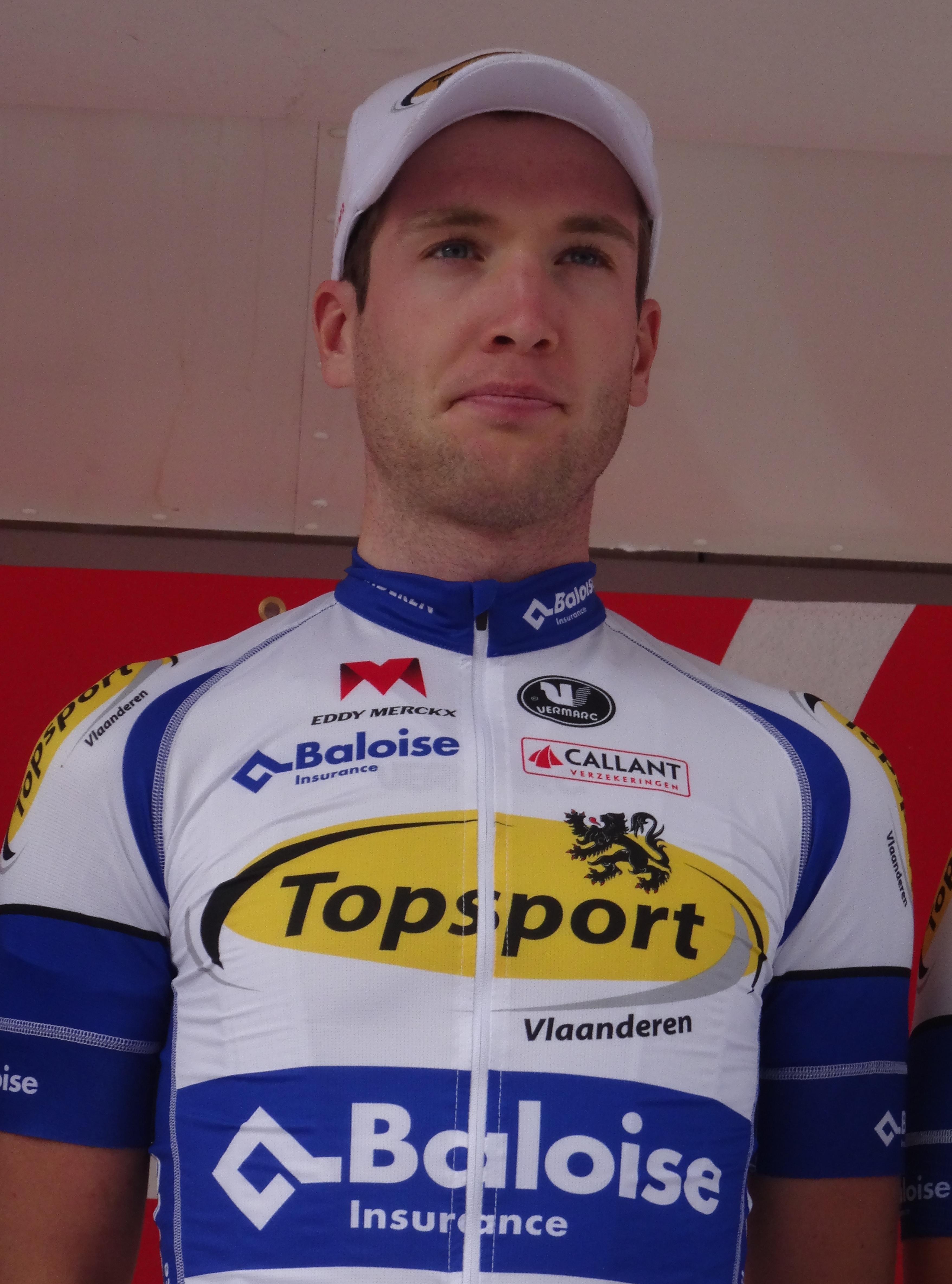
Thomas Sprengers.
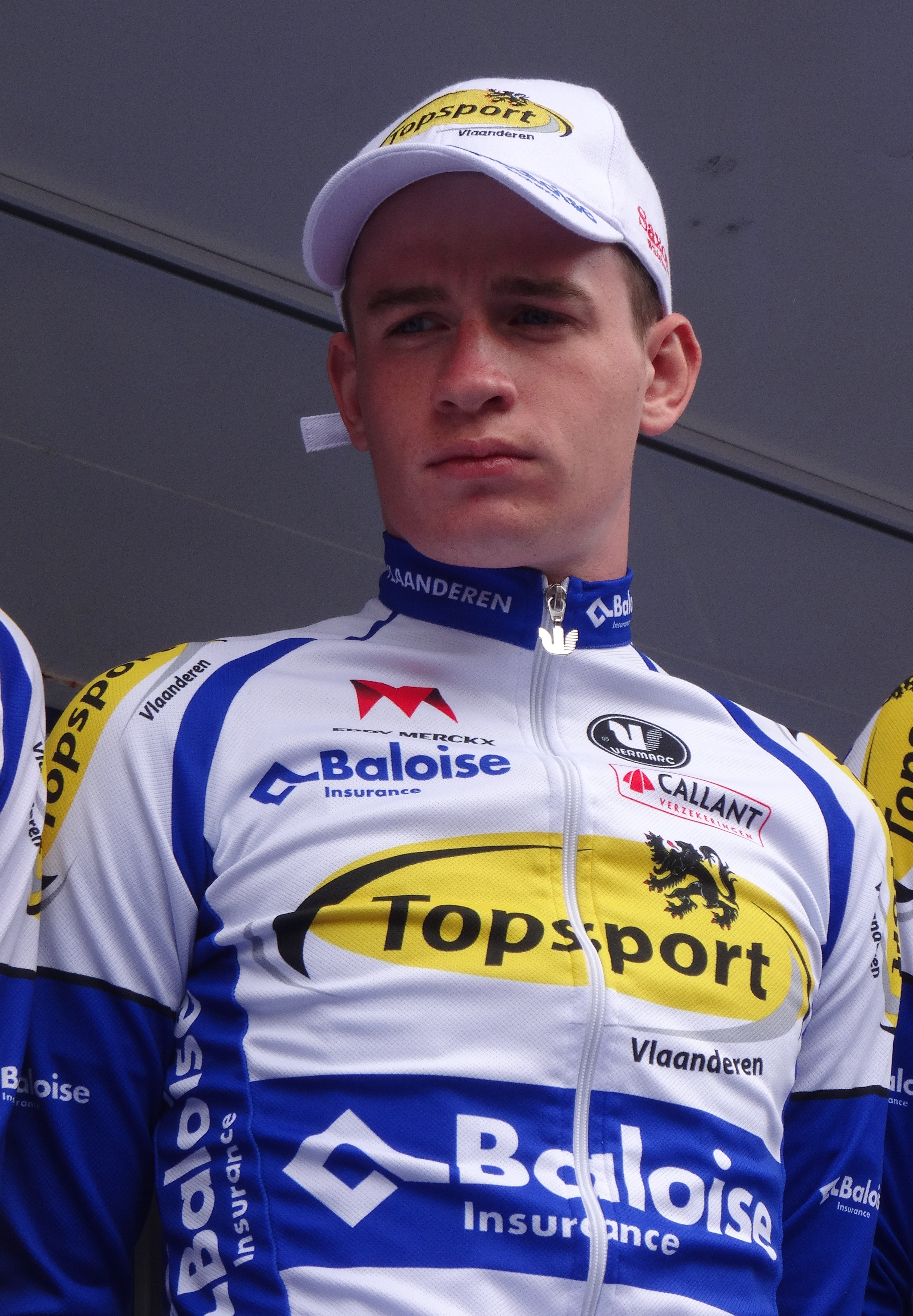
Stijn Steels.
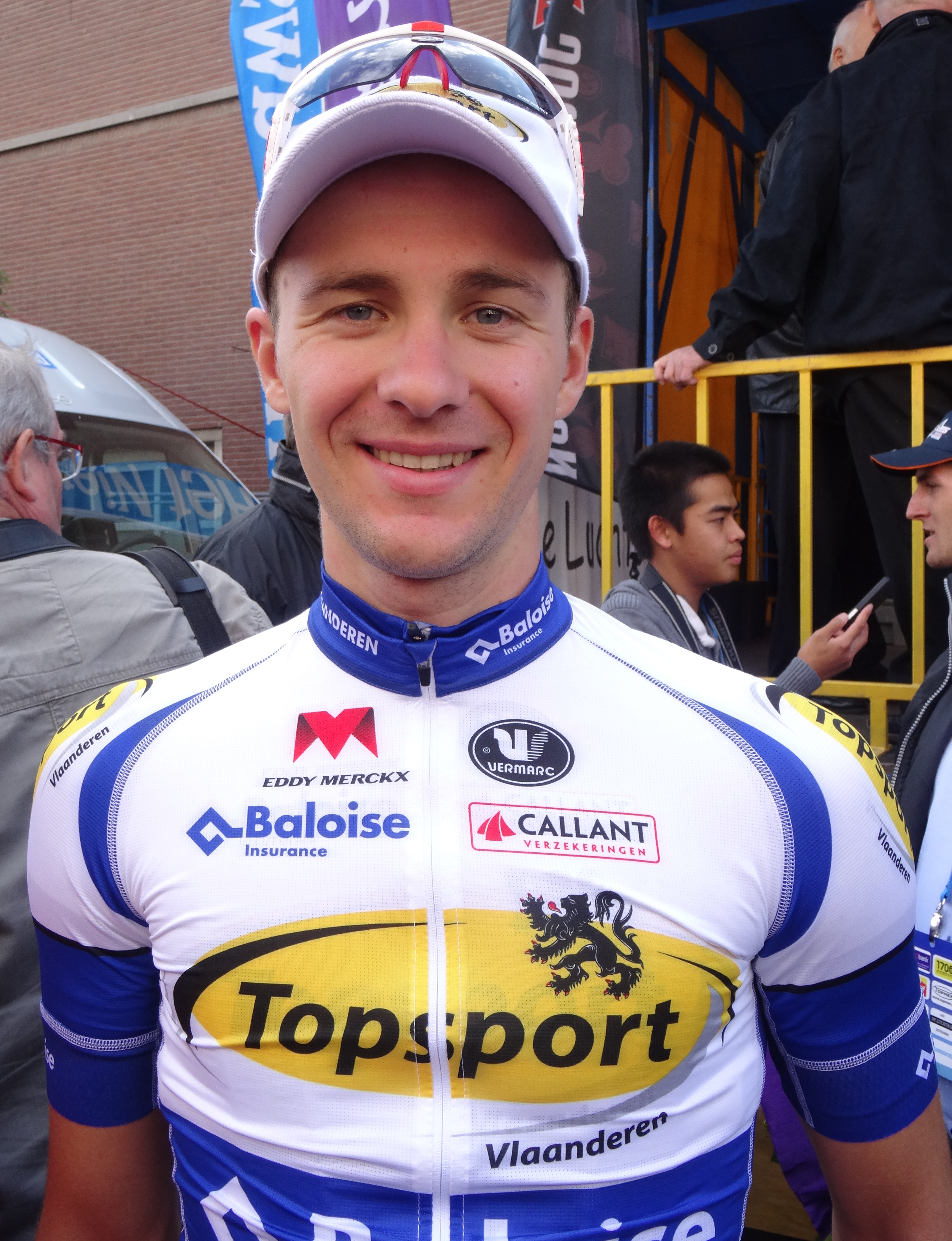
Edward Theuns.
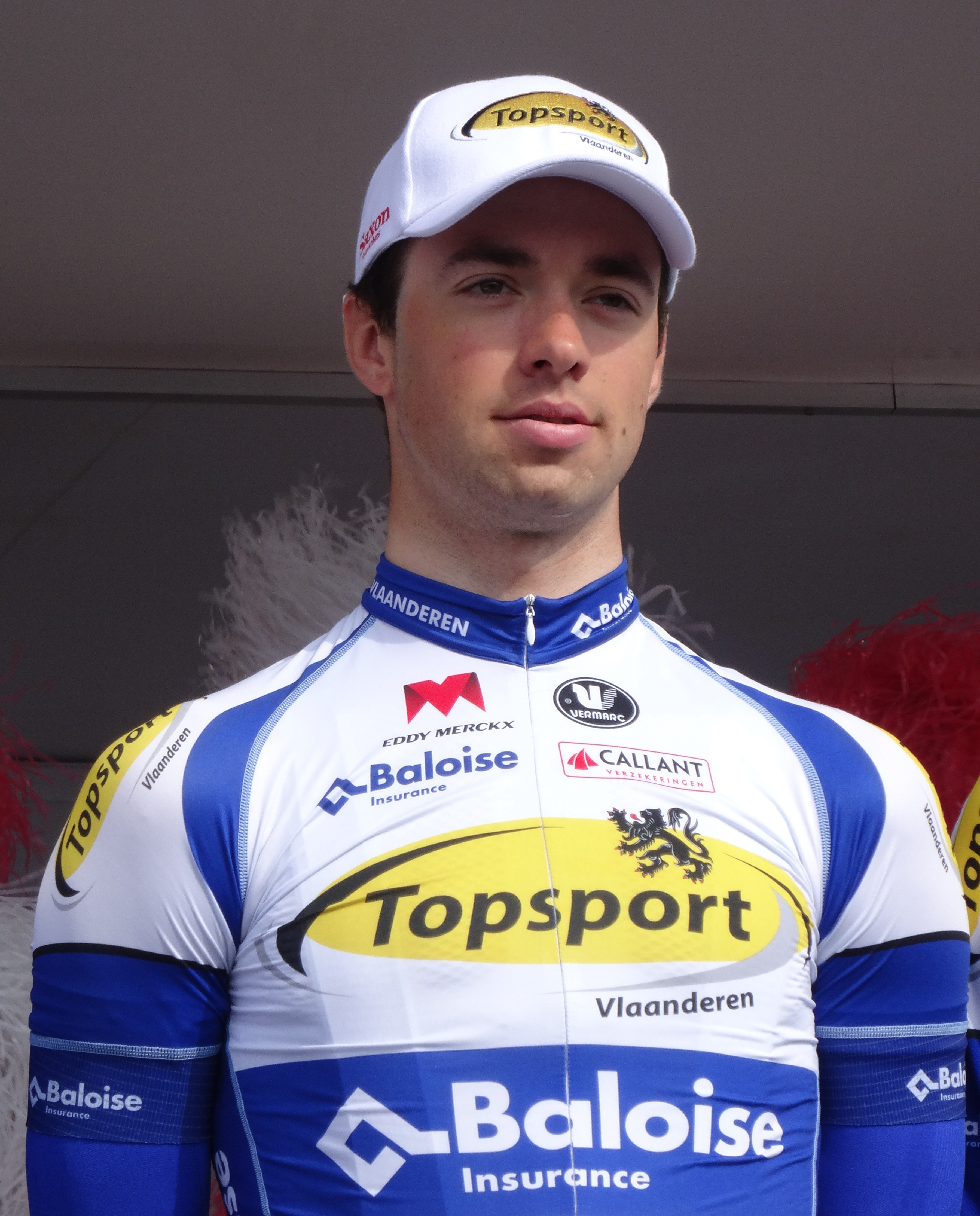
Tom Van Asbroeck.
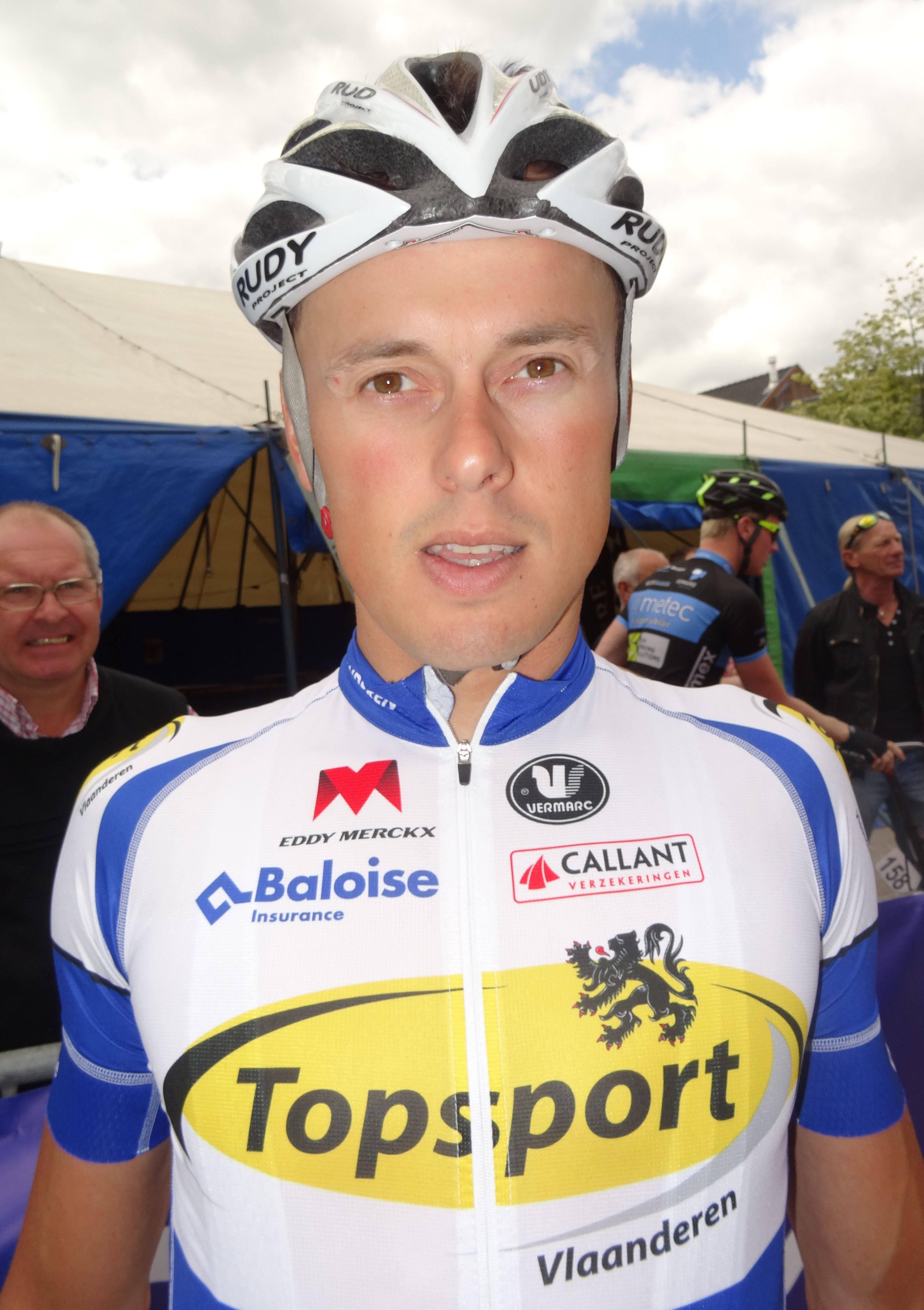
Preben Van Hecke.
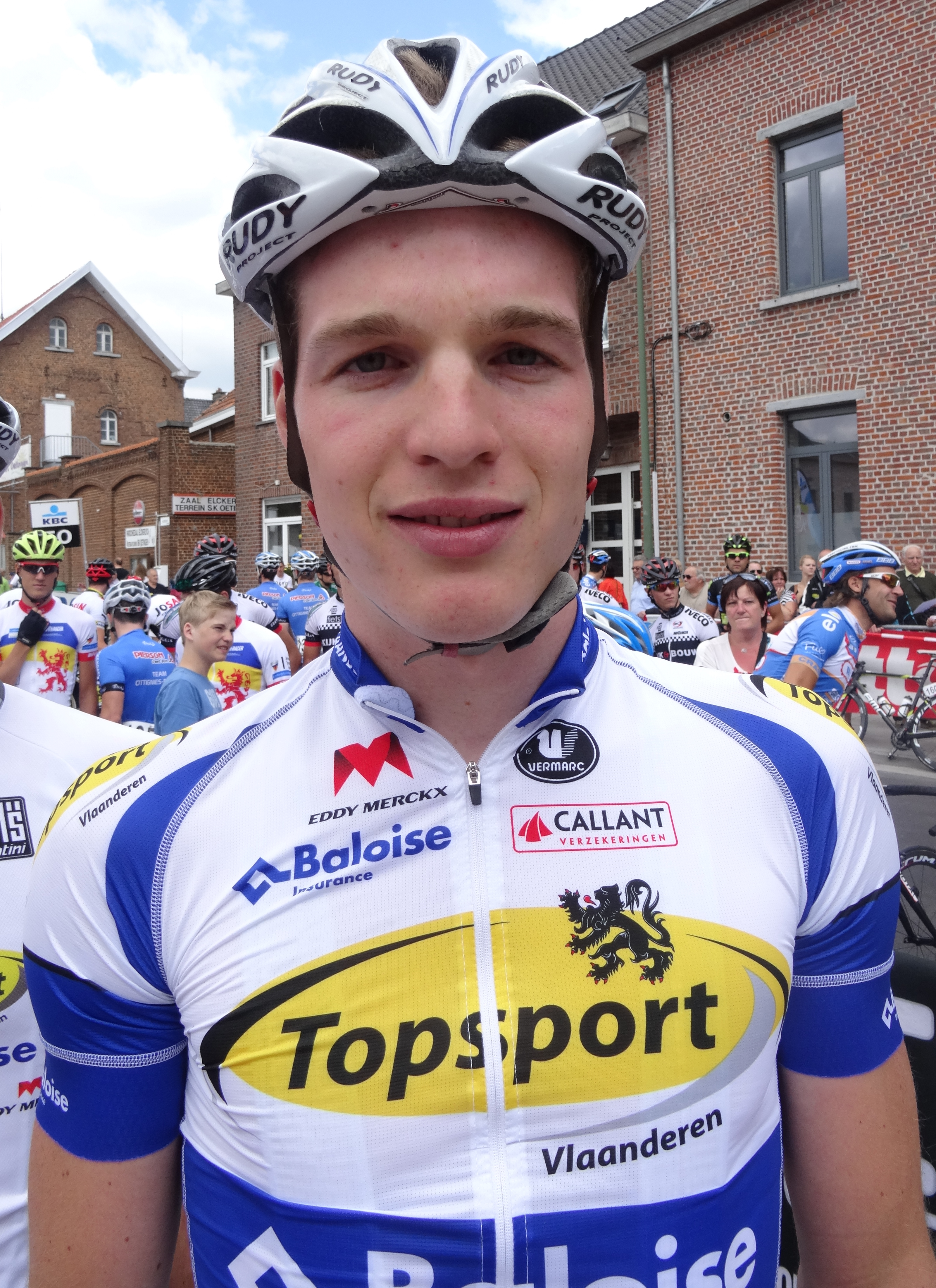
Gijs Van Hoecke.
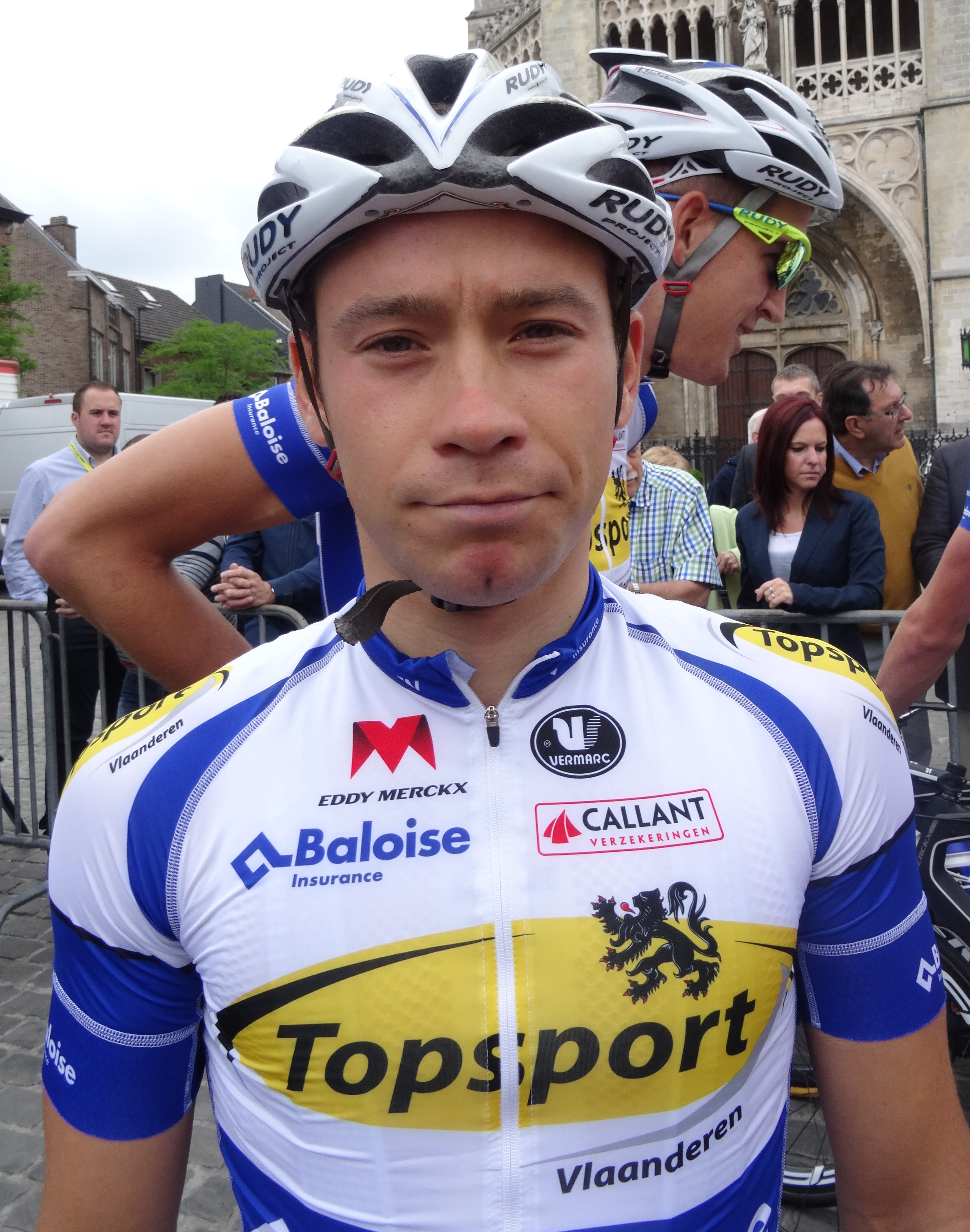
Michael Van Staeyen.
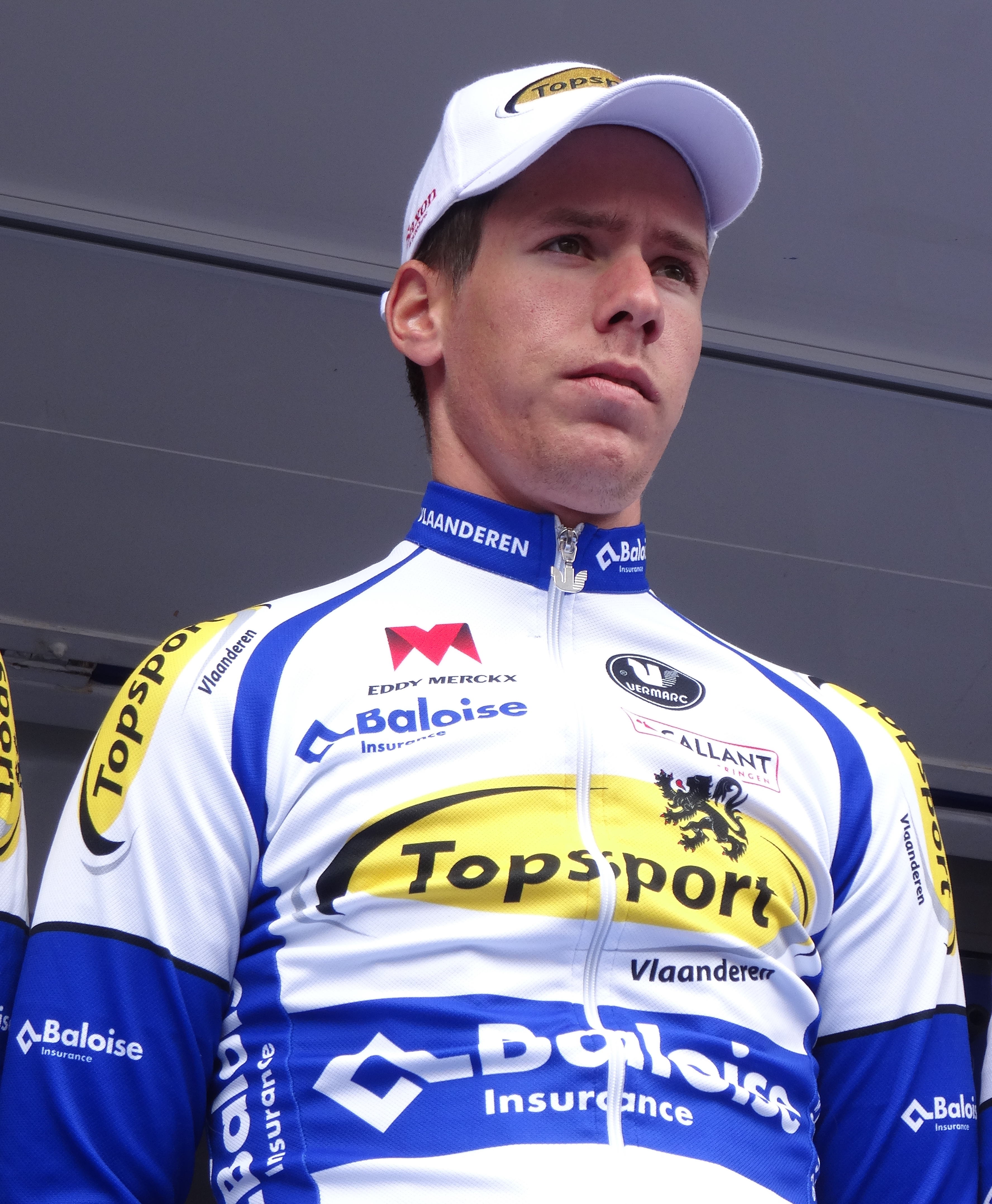
Kenneth Vanbilsen.
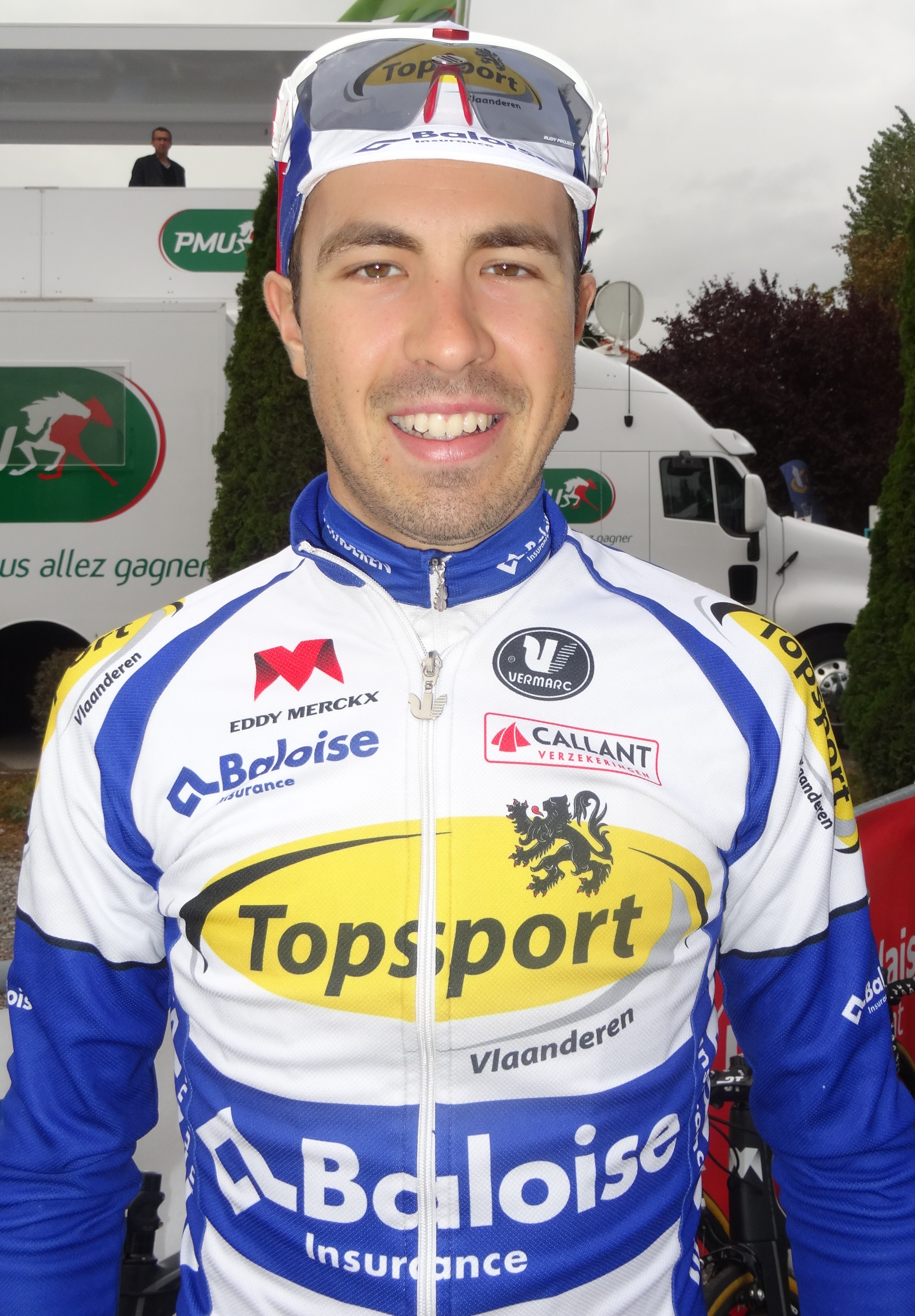
Arthur Vanoverberghe.
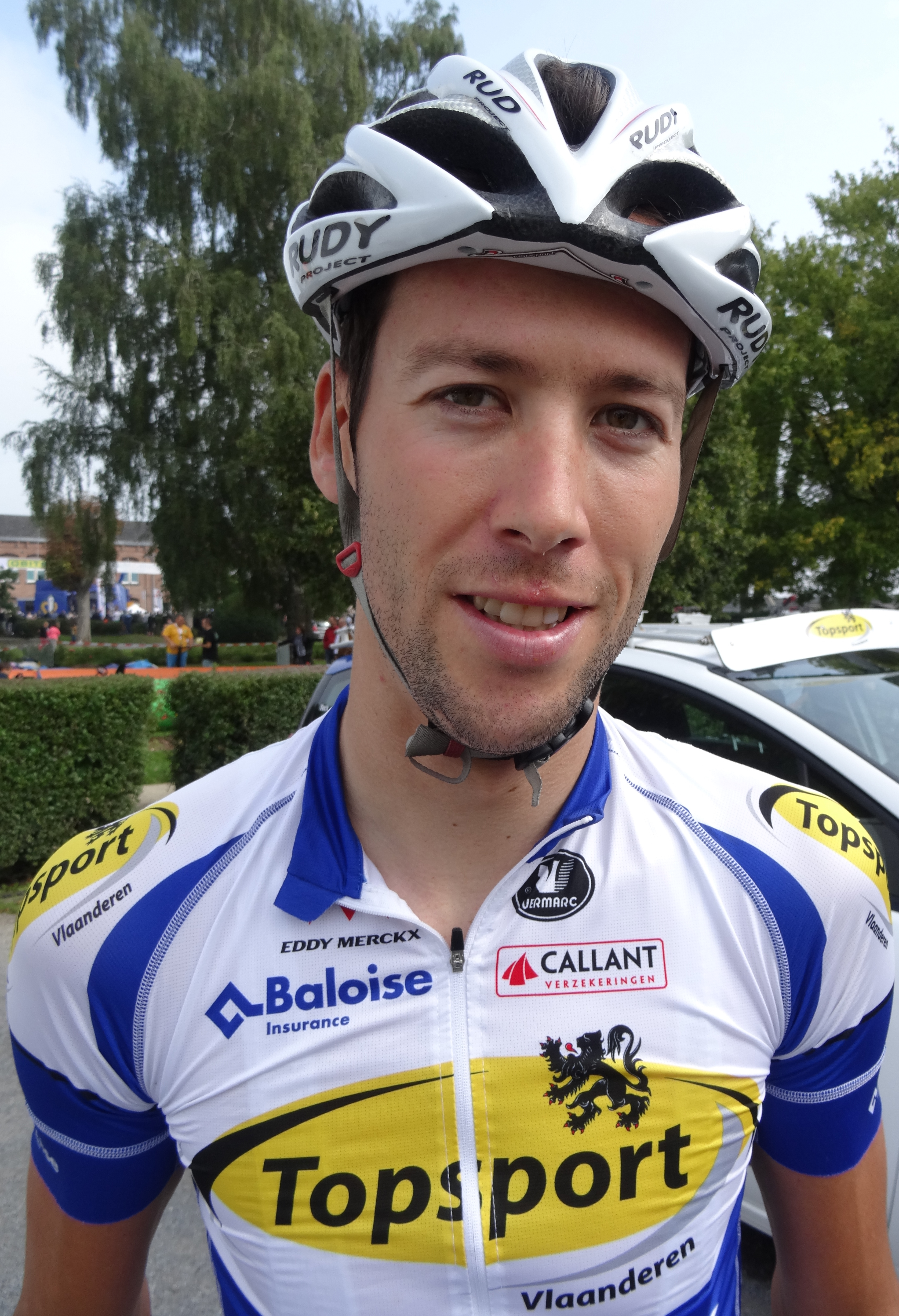
Pieter Vanspeybrouck.
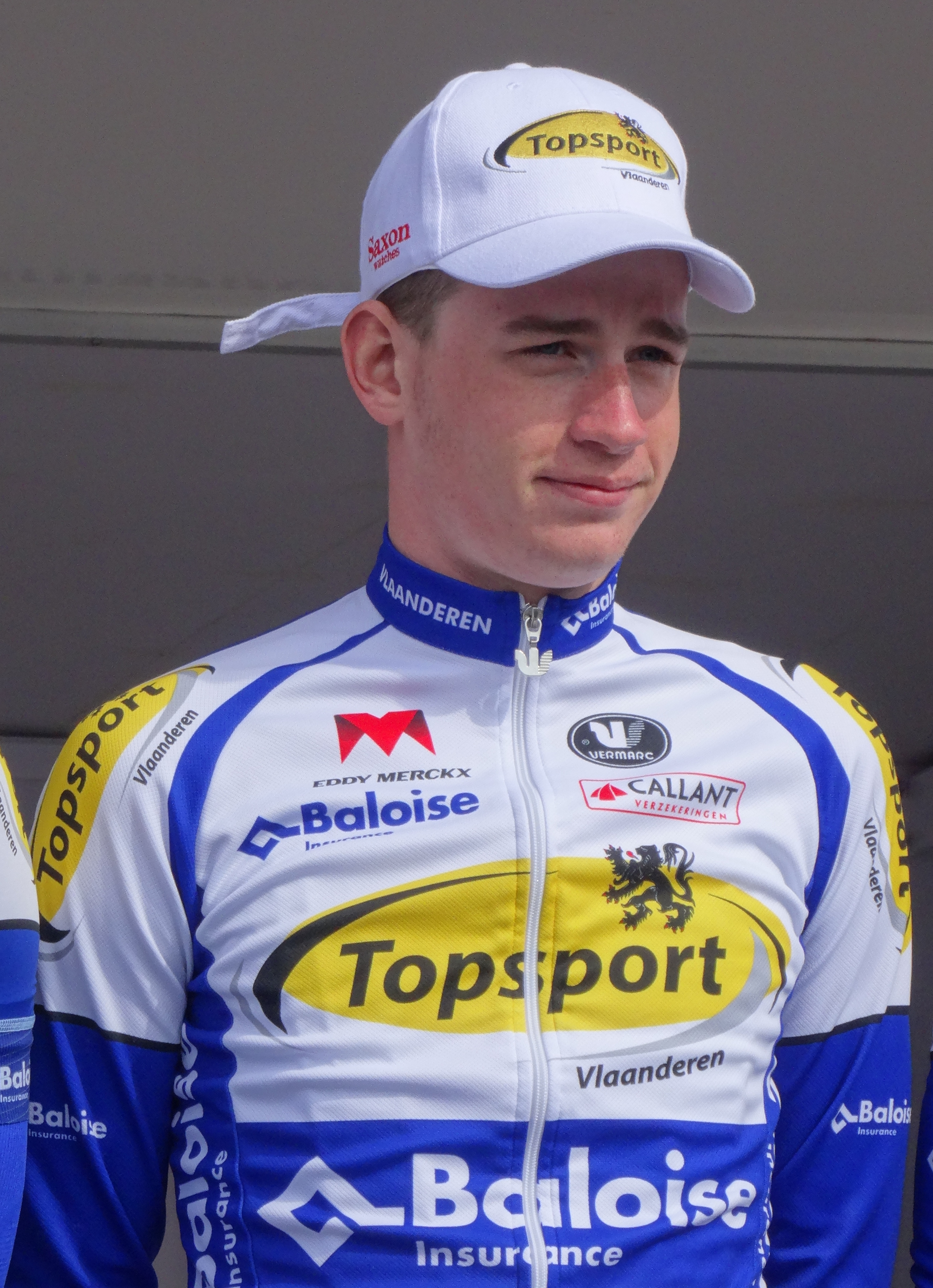
Otto Vergaerde.
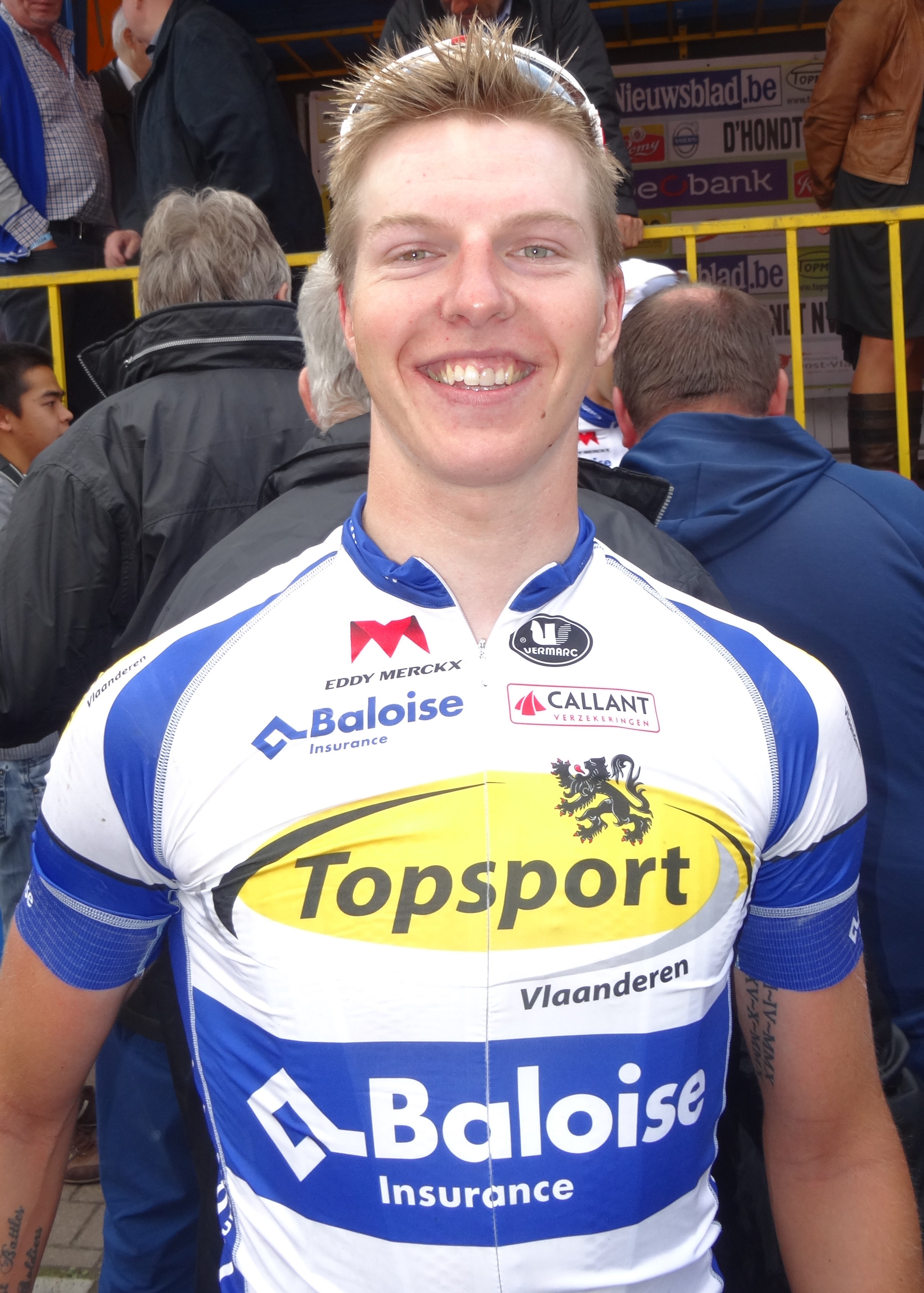
Zico Waeytens.
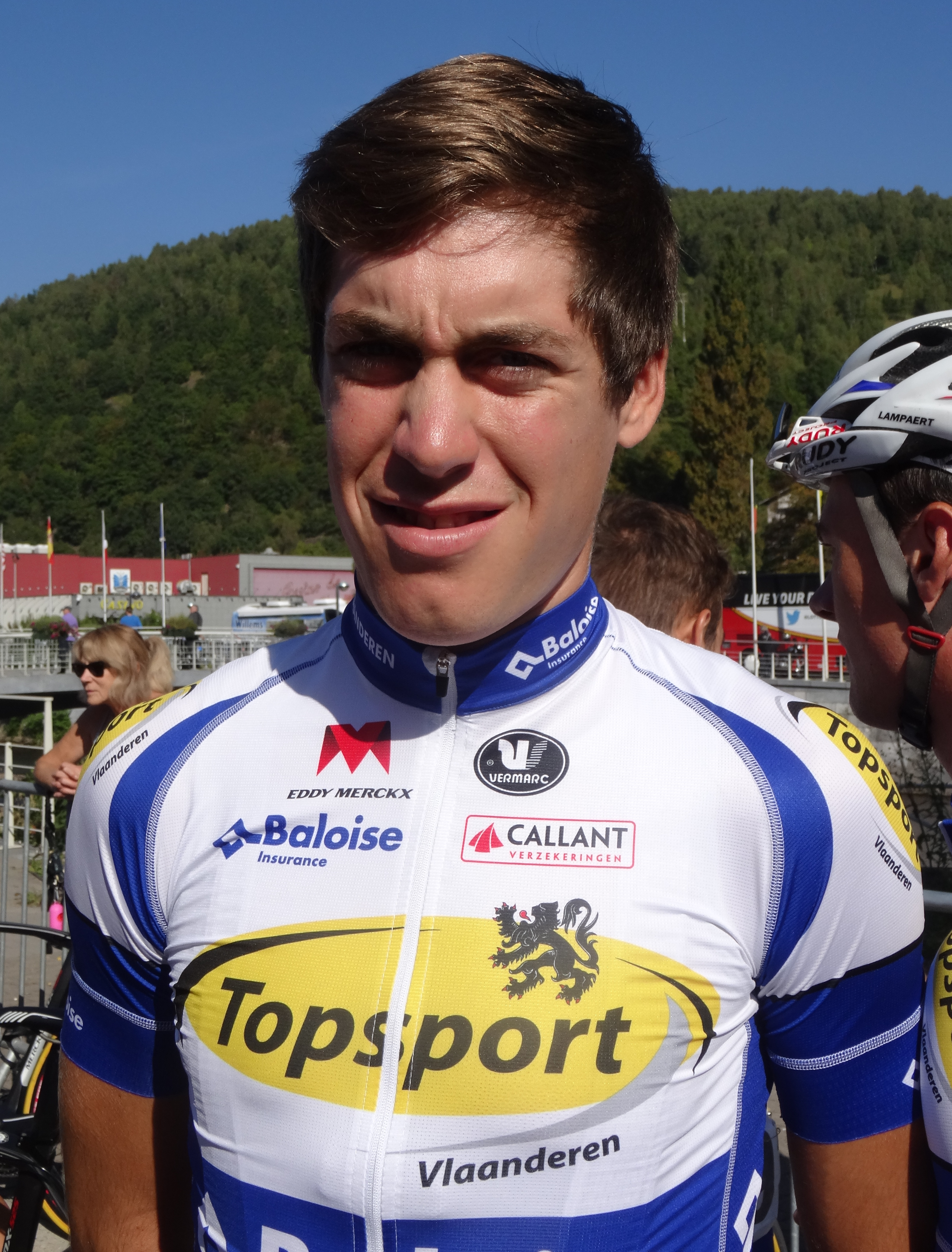
Jelle Wallays.

## Bilan de la saison

### Victoires

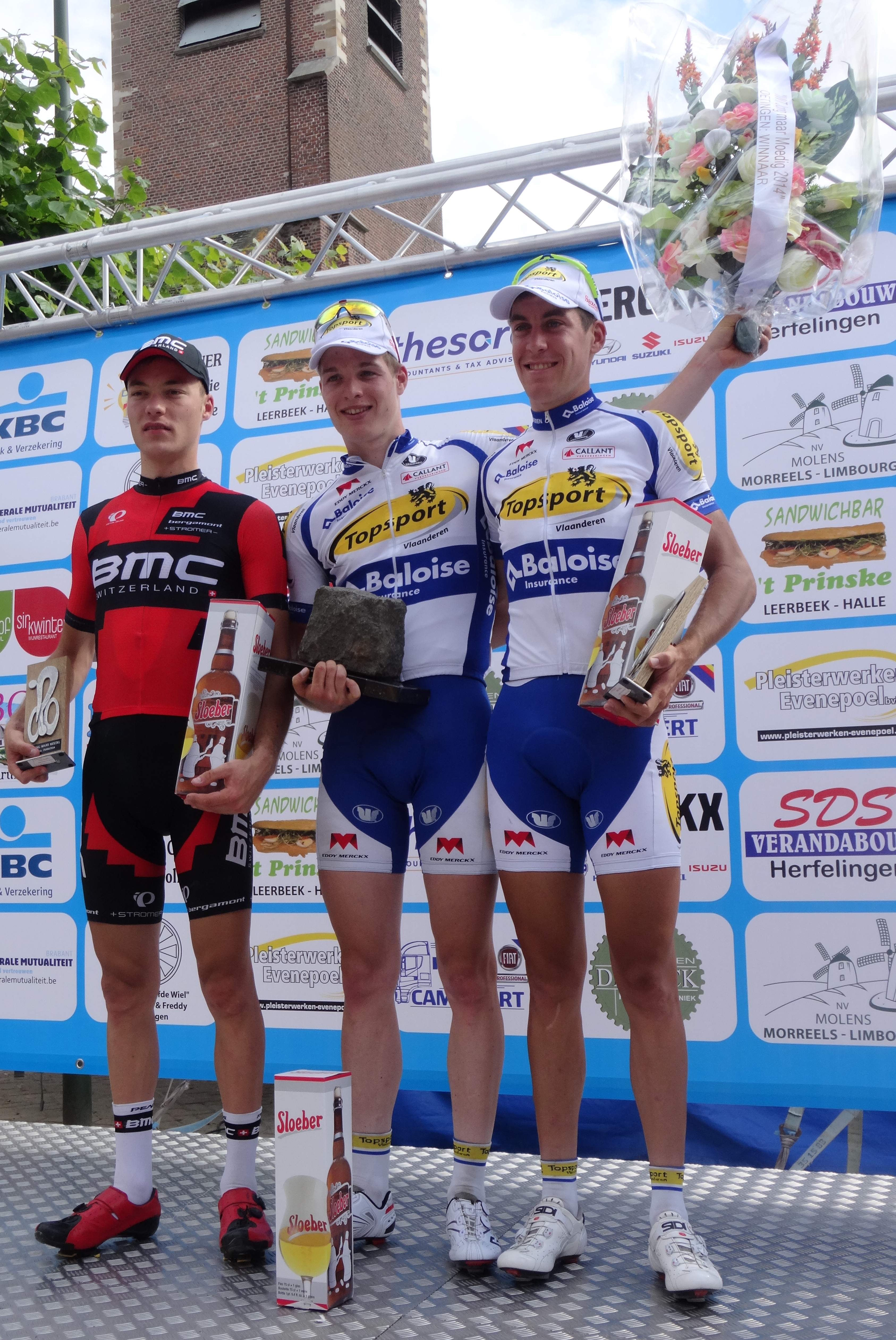
Podium de l'édition 2014 de l'Internationale Wielertrofee Jong Maar Moedig : Loïc Vliegen (2e), Gijs Van Hoecke (1er) et Jelle Wallays (3e).

Topsport Vlaanderen-Baloise remporte onze victoires sur des courses UCI. Elle obtient par ailleurs de nombreuses places d'honneur.
| Date       | Course                                       | Pays     | Classe | Vainqueur           |
| ---------- | -------------------------------------------- | -------- | ------ | ------------------- |
| 02/02/2014 | Grand Prix d'ouverture La Marseillaise       | France   | 1.1    | Kenneth Vanbilsen   |
| 05/02/2014 | 1re étape de l'Étoile de Bessèges            | France   | 2.1    | Sander Helven       |
| 23/03/2014 | Cholet-Pays de Loire                         | France   | 1.1    | Tom Van Asbroeck    |
| 07/06/2014 | 2e étape des Boucles de la Mayenne           | France   | 2.1    | Eliot Lietaer       |
| 25/06/2014 | Internationale Wielertrofee Jong Maar Moedig | Belgique | 1.2    | Gijs Van Hoecke     |
| 29/07/2014 | 4e étape du Tour de Wallonie                 | Belgique | 2.HC   | Tom Van Asbroeck    |
| 19/08/2014 | Grand Prix de la ville de Zottegem           | Belgique | 1.1    | Edward Theuns       |
| 22/08/2014 | Arnhem Veenendaal Classic                    | Pays-Bas | 1.1    | Yves Lampaert       |
| 13/09/2014 | Flèche côtière                               | Belgique | 1.2    | Michael Van Staeyen |
| 24/09/2014 | Circuit du Houtland                          | Belgique | 1.1    | Jelle Wallays       |
| 12/10/2014 | Paris-Tours                                  | France   | 1.HC   | Jelle Wallays       |

En plus de ces victoires, Zico Waeytens a été lors du Tour de Wallonie leader du classement des sprints durant les cinq jours de course.

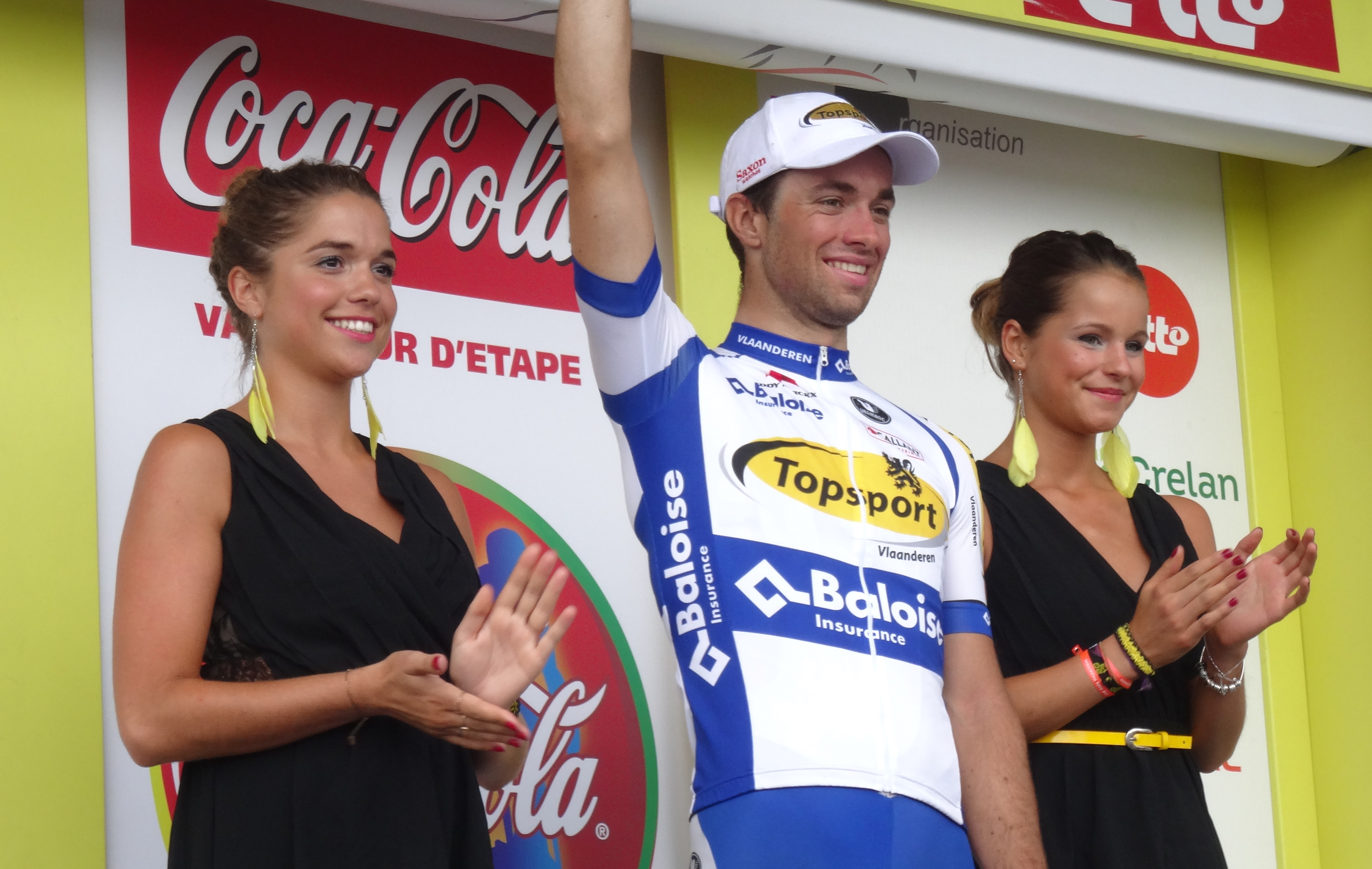
Tom Van Asbroeck, vainqueur de la 4e étape du Tour de Wallonie 2014.
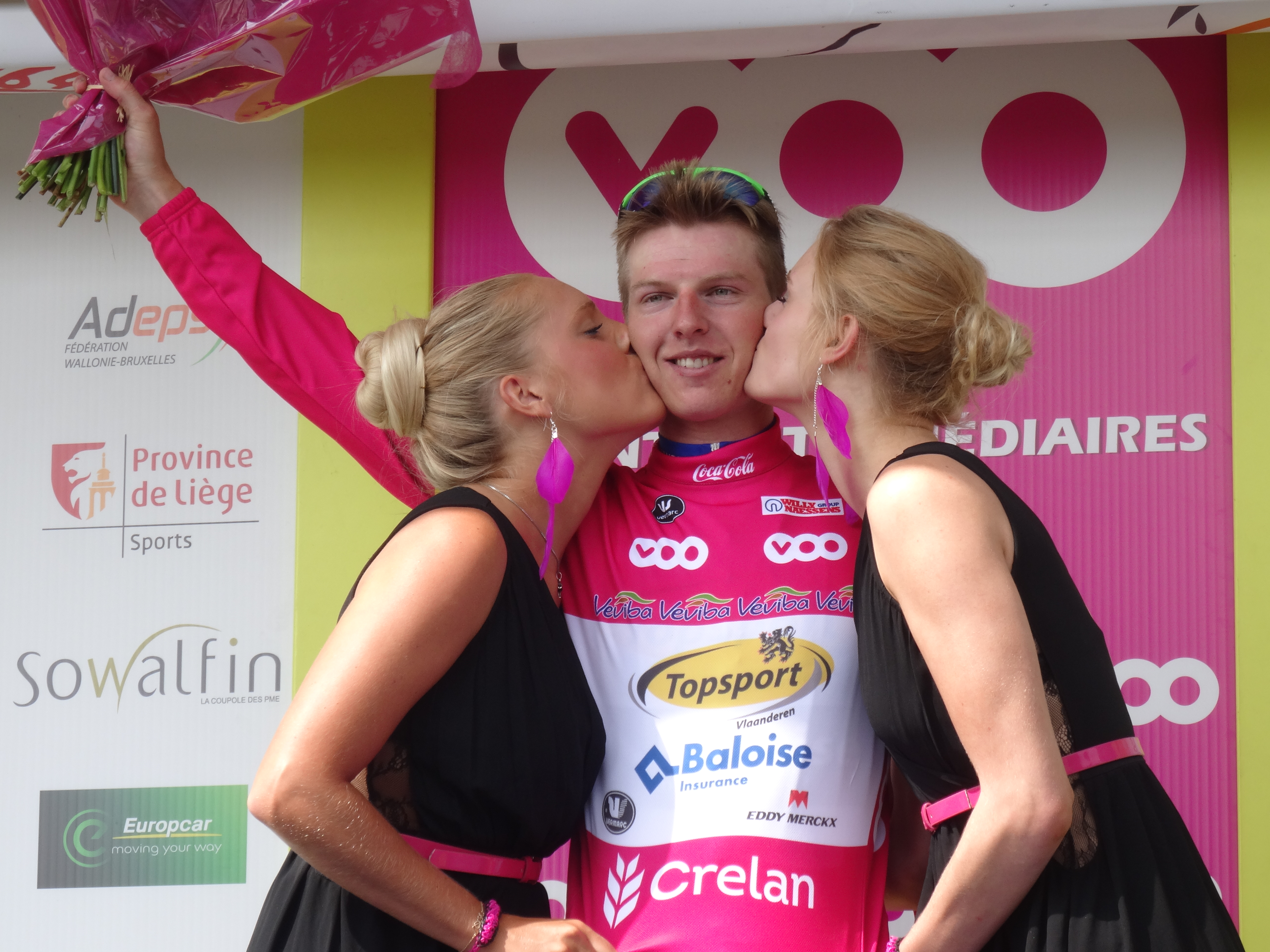
Zico Waeytens, vainqueur du classement des sprints du Tour de Wallonie 2014.
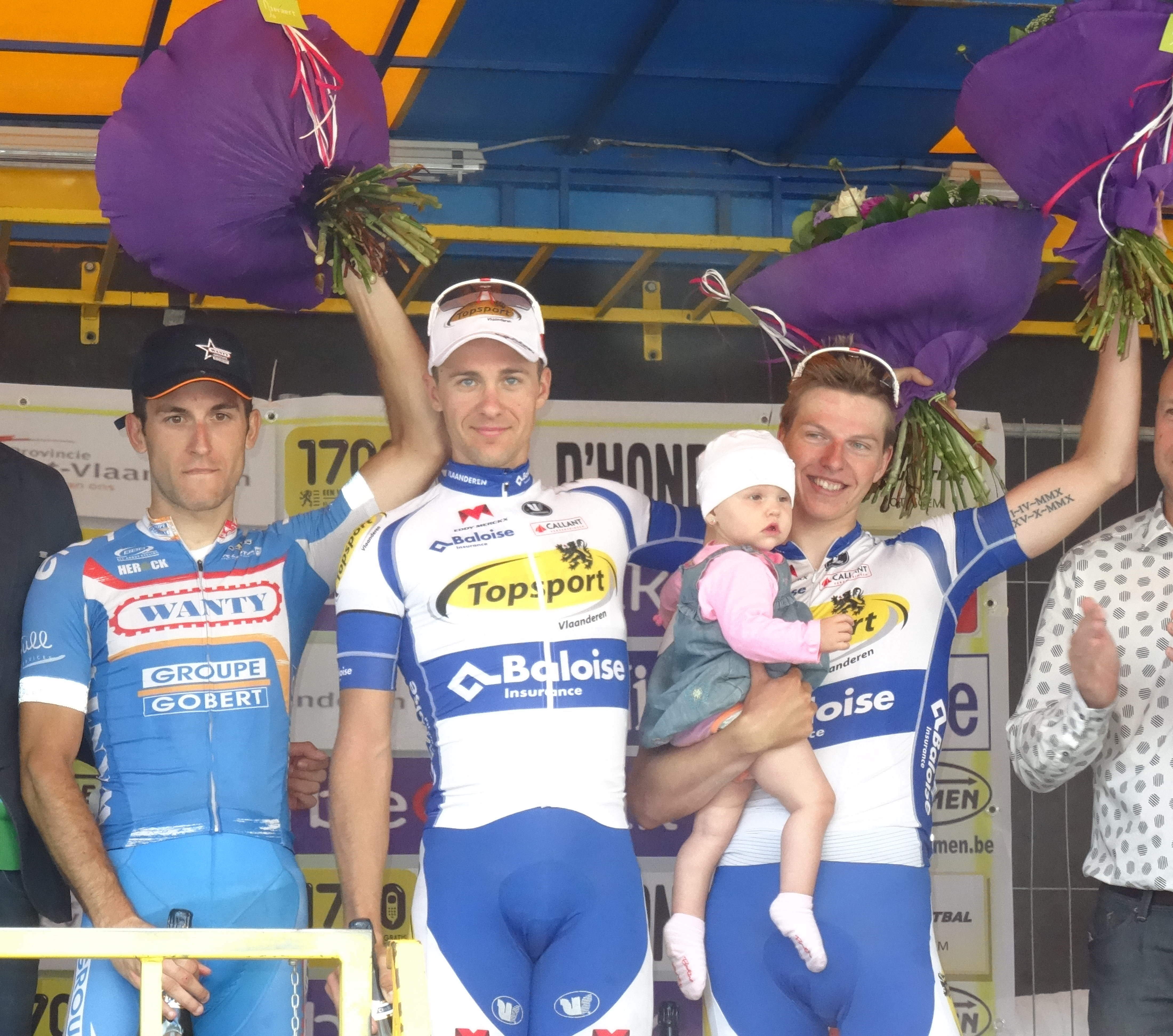
Podium de l'édition 2014 du Grand Prix de la ville de Zottegem : Tim De Troyer (2e), Edward Theuns (1er) et Zico Waeytens (3e).
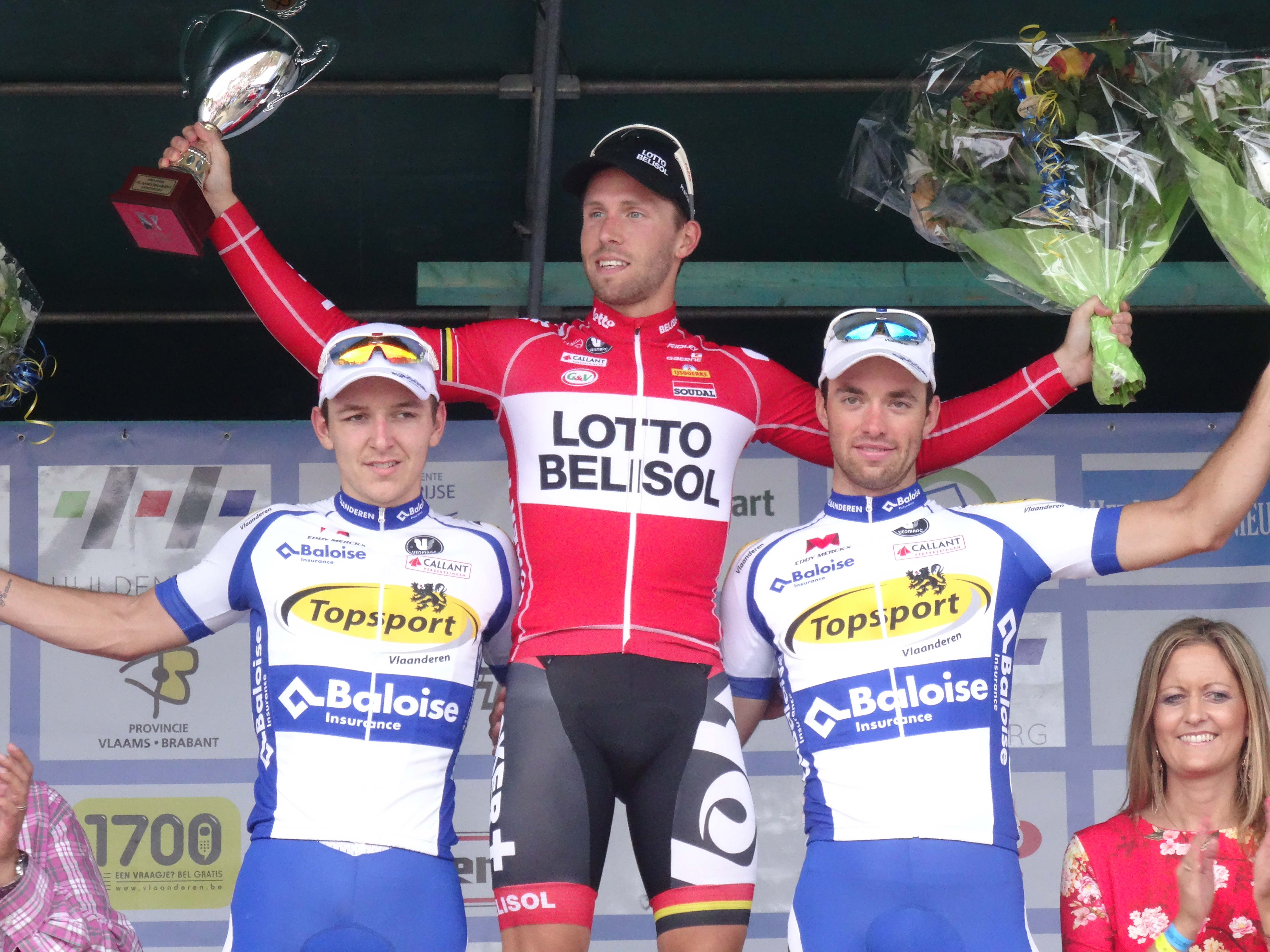
Podium de l'édition 2014 de la Druivenkoers Overijse : Jasper De Buyst (2e), Jonas Van Genechten (1er) et Tom Van Asbroeck (3e).
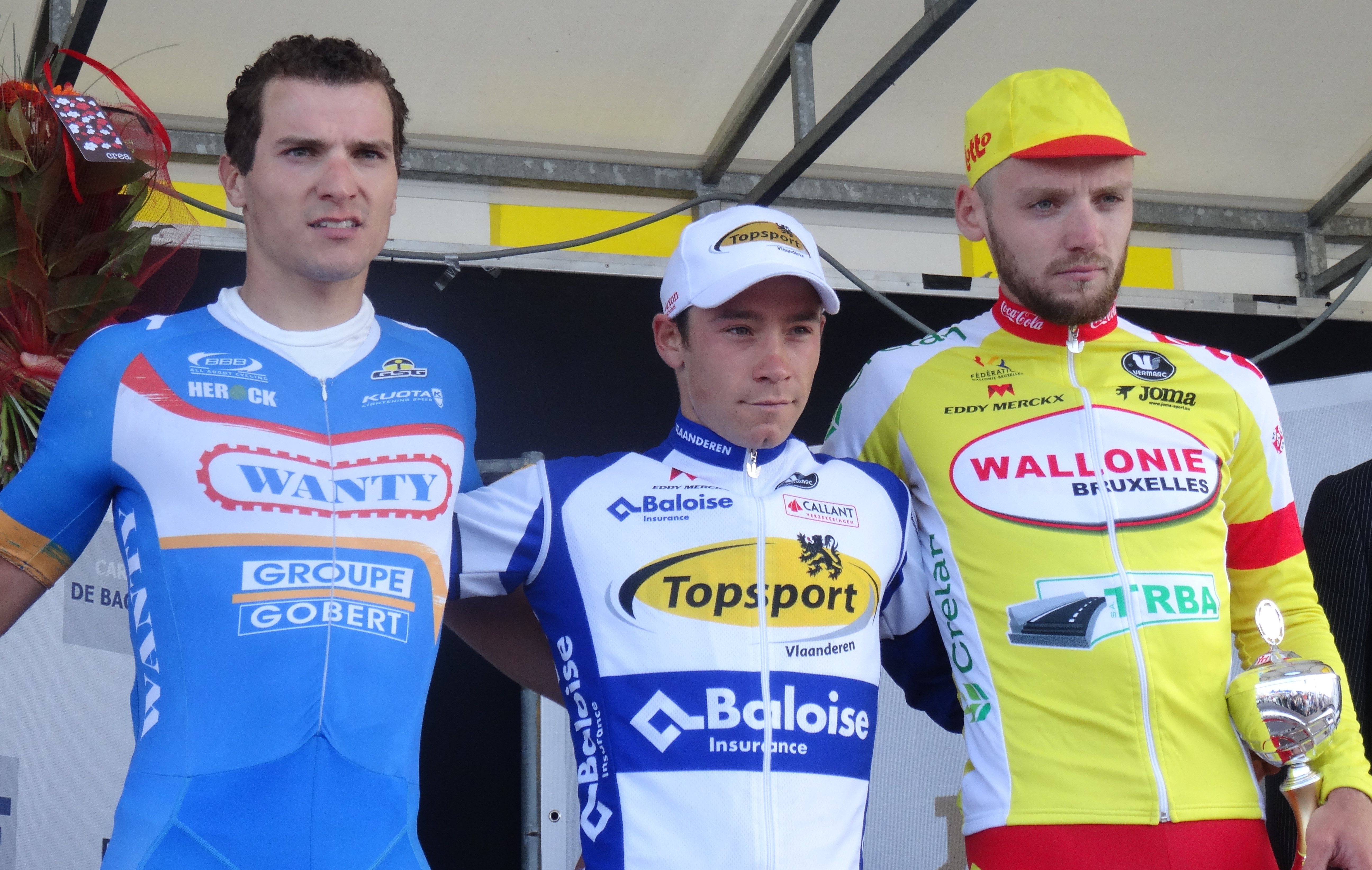
Podium de l'édition 2014 de la Flèche côtière : Roy Jans (3e), Michael Van Staeyen (1er) et Robin Stenuit (2e).
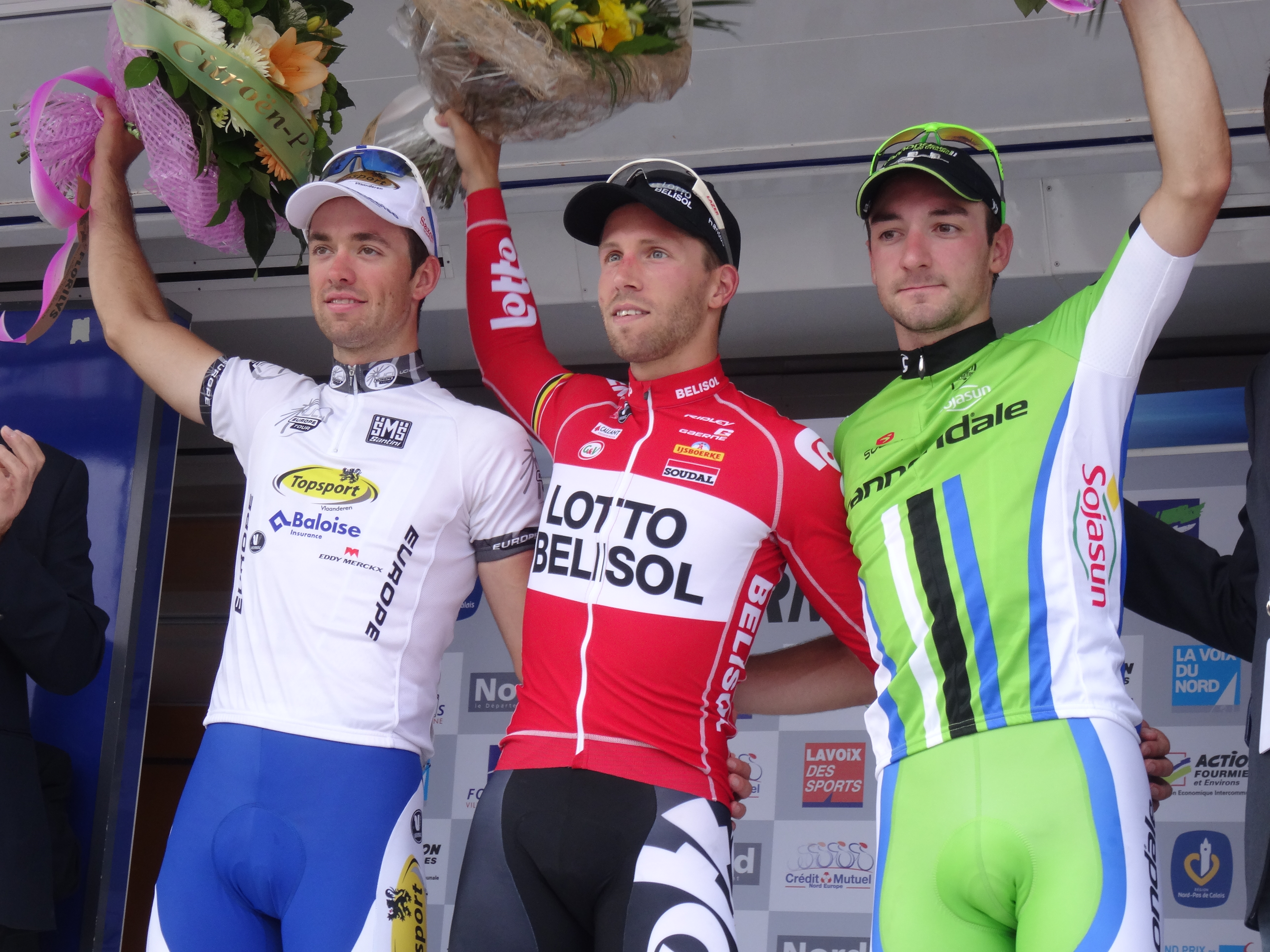
Podium de l'édition 2014 du Grand Prix de Fourmies : Tom Van Asbroeck (2e), Jonas Van Genechten (1er) et Elia Viviani (3e).
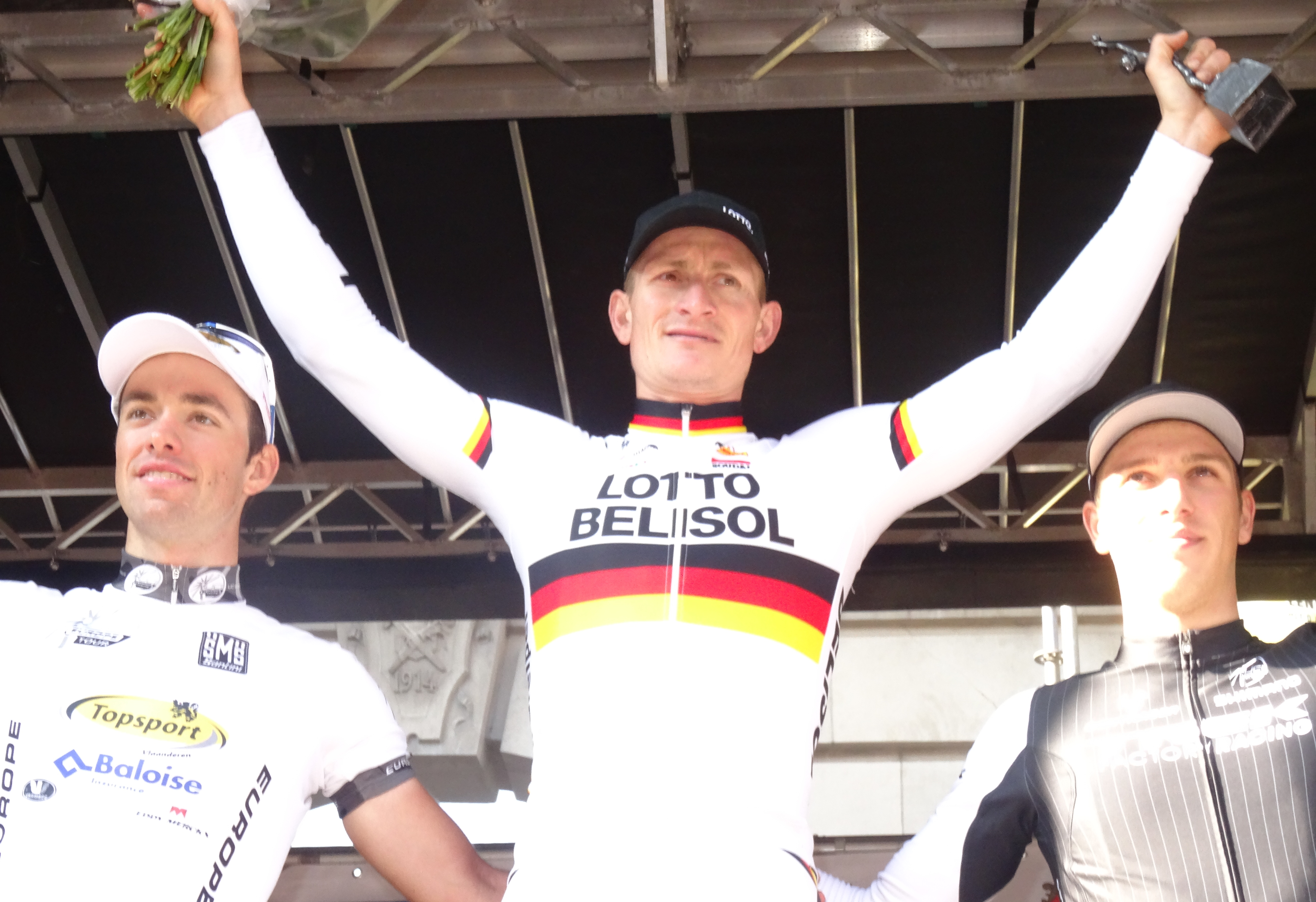
Podium de l'édition 2014 du Grand Prix Jef Scherens : Tom Van Asbroeck (2e), André Greipel (1er) et Danny van Poppel (3e).
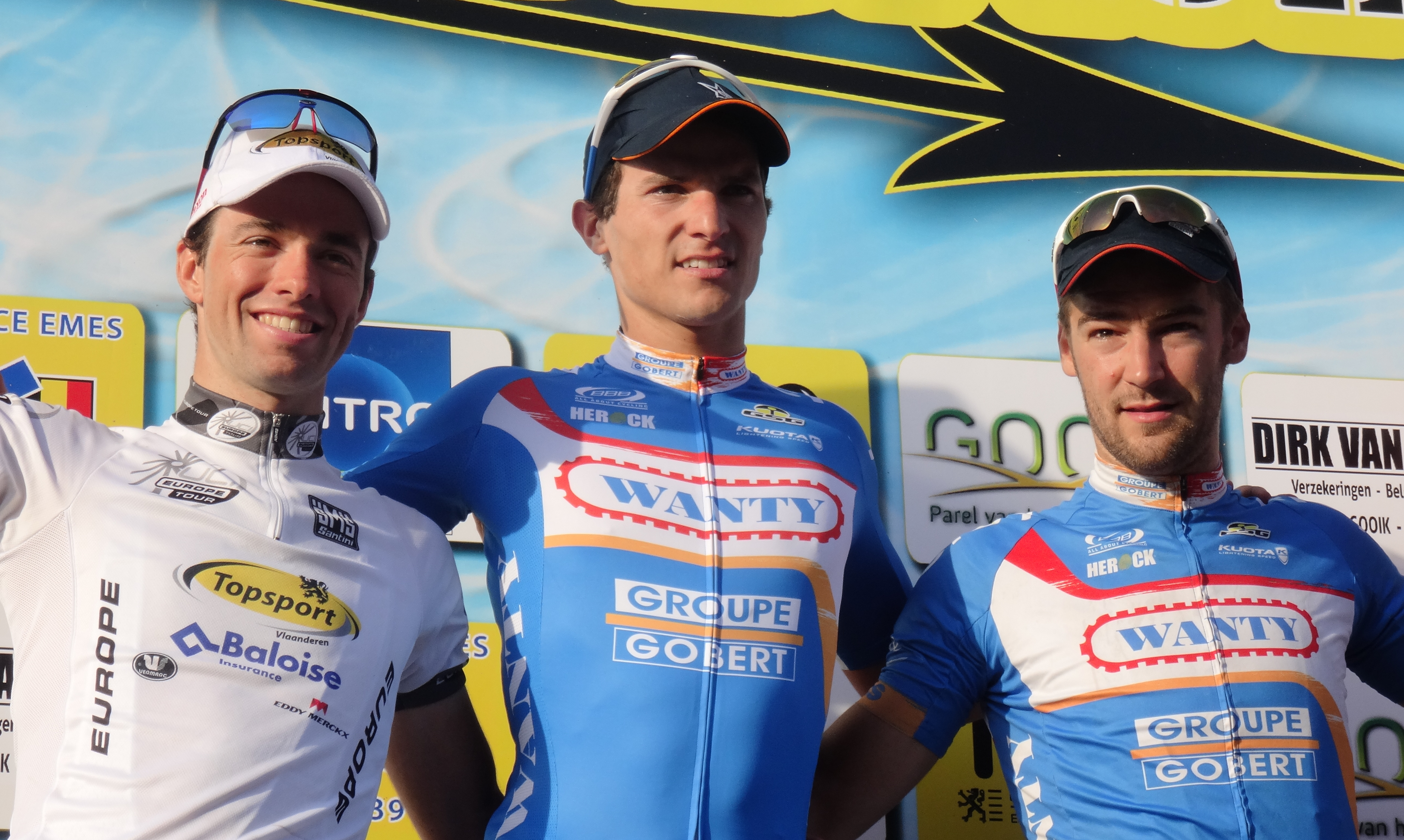
Podium de l'édition 2014 de la Gooikse Pijl : Tom Van Asbroeck (2e), Roy Jans (1er) et Laurens De Vreese (3e).
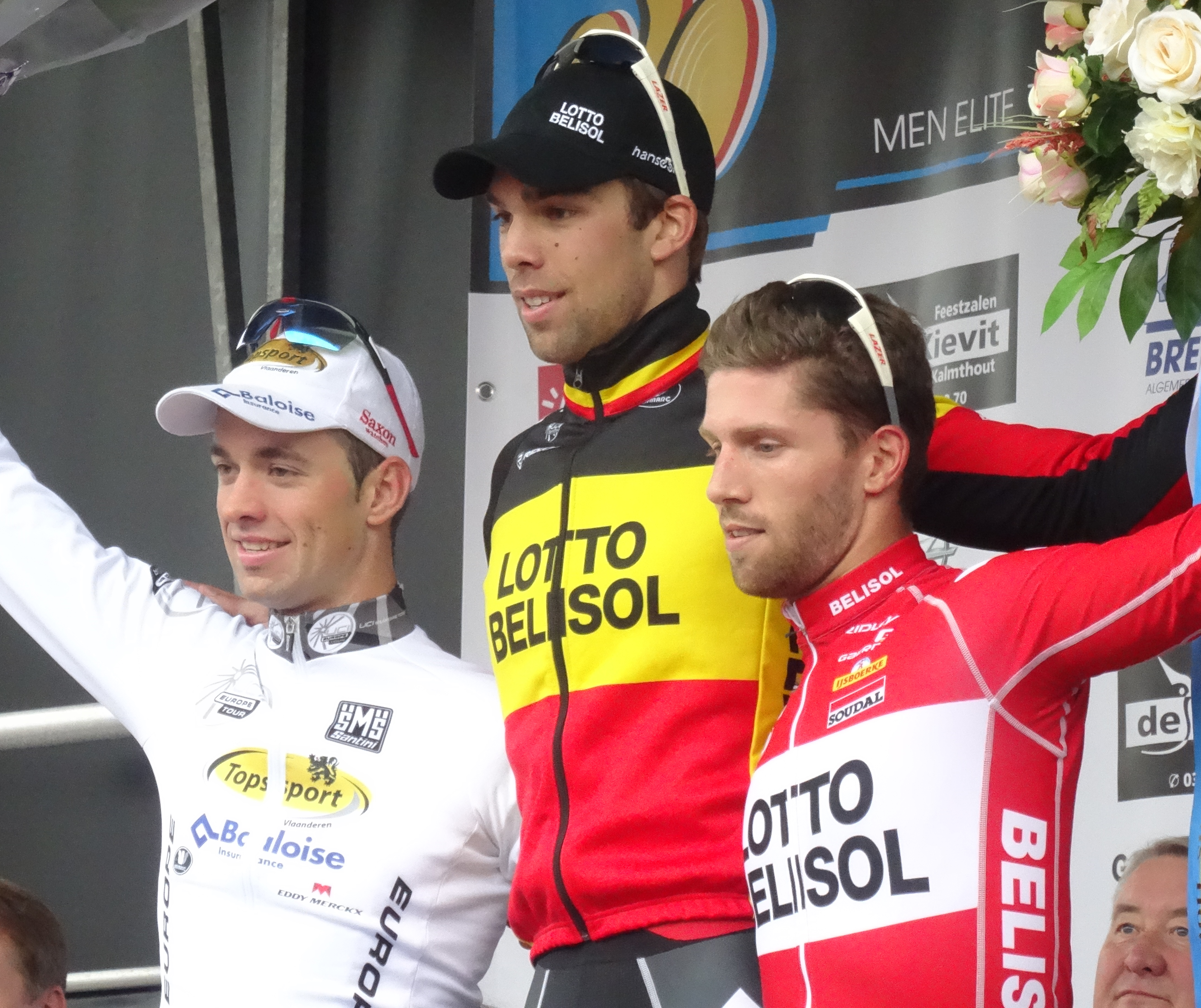
Podium de l'édition 2014 du Prix national de clôture : Tom Van Asbroeck (2e), Jens Debusschere (1er) et Jonas Van Genechten (3e).

### Résultats sur les courses majeures
Les tableaux suivants représentent les résultats de l'équipe dans les principales courses du calendrier international dans lesquelles l'équipe bénéficie d'une invitation (trois des cinq classiques majeures). Pour chaque épreuve est indiqué le meilleur coureur de l'équipe, son classement ainsi que les accessits glanés par Topsport Vlaanderen-Baloise sur les courses de trois semaines.

#### Classiques
| Classique            | Milan-San Remo | Tour des Flandres   | Paris-Roubaix      | Liège-Bastogne-Liège   | Tour de Lombardie |
| -------------------- | -------------- | ------------------- | ------------------ | ---------------------- | ----------------- |
| Coureur (classement) | Non invitée    | Zico Waeytens (35e) | Stijn Steels (68e) | Thomas Sprengers (73e) | Non invitée       |

### Classements UCI

#### UCI Asia Tour
L'équipe Topsport Vlaanderen-Baloise termine à la 75e place de l'Asia Tour avec 9 points. Ce total est obtenu par l'addition des points des huit meilleurs coureurs de l'équipe au classement individuel, cependant seuls deux coureurs sont classés,.
| Rang | Coureur              | Points |
| ---- | -------------------- | ------ |
| 370  | Michael Van Staeyen  | 5      |
| 388  | Pieter Vanspeybrouck | 4      |

#### UCI Europe Tour
L'équipe Topsport Vlaanderen-Baloise termine à la 1re place de l'Europe Tour avec 2 036 points. Ce total est obtenu par l'addition des points des huit meilleurs coureurs de l'équipe au classement individuel,.
| Rang | Coureur              | Points |
| ---- | -------------------- | ------ |
| 1    | Tom Van Asbroeck     | 764    |
| 17   | Michael Van Staeyen  | 271    |
| 24   | Jelle Wallays        | 236    |
| 27   | Kenneth Vanbilsen    | 226    |
| 49   | Yves Lampaert        | 181    |
| 68   | Edward Theuns        | 154    |
| 106  | Jasper De Buyst      | 111    |
| 156  | Sander Helven        | 83     |
| 164  | Zico Waeytens        | 80     |
| 243  | Pieter Jacobs        | 56     |
| 290  | Thomas Sprengers     | 48     |
| 300  | Gijs Van Hoecke      | 45     |
| 479  | Eliot Lietaer        | 24     |
| 576  | Jonas Rickaert       | 16     |
| 690  | Pieter Vanspeybrouck | 12     |
| 698  | Stijn Steels         | 12     |
| 764  | Tim Declercq         | 10     |
| 923  | Jarl Salomein        | 5      |
| 966  | Victor Campenaerts   | 4      |